# Nelson osztály

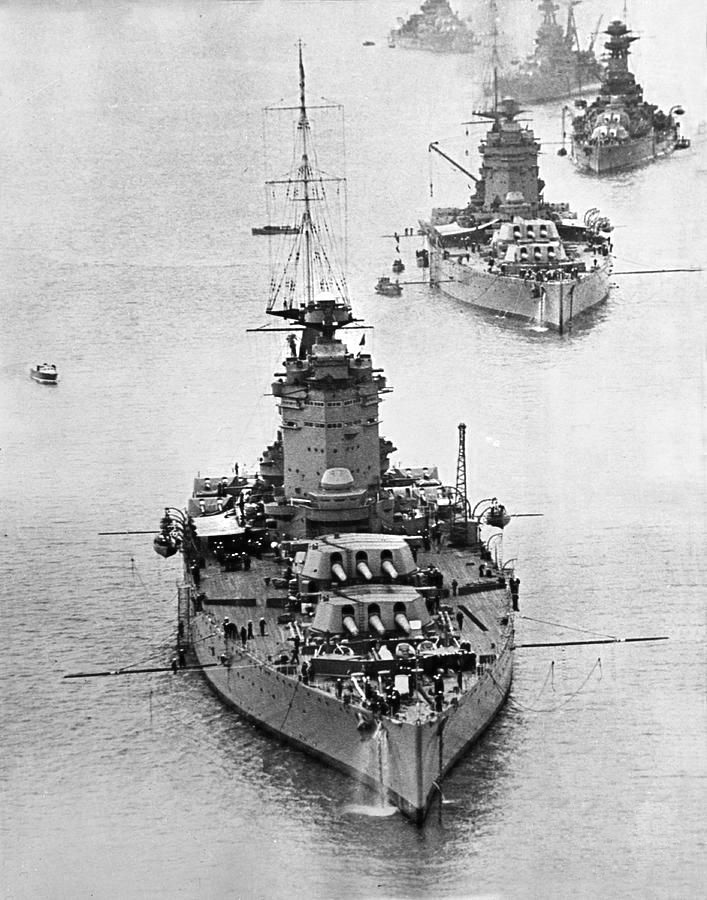
Az HMS Nelson és az HMS Rodney brit csatahajók három Revenge osztályú csatahajó társaságában. A képen jól látható a Nelson és a közvetlen elődtípus, a Revenge osztály közötti markáns különbség, az új csatahajók jóval nagyobb harcértéket képviseltek elődeiknél.

A Nelson osztály a Royal Navy (Brit Királyi Haditengerészet) két egységből – HMS Nelson, HMS Rodney – álló csatahajótípusa volt. A hajók neveiket a trafalgari csatát megnyerő Horatio Nelson (1758–1805) altengernagy és Sir George Brydges Rodney (1718–1792) tengernagy tiszteletére kapták. Tulajdonképpen az 1921-es washingtoni haditengerészeti szerződés rendelkezései értelmében törölt, megépíteni tervezett négy G3 osztályú gyors csatahajó és a négy N3 osztályú szupercsatahajó koncepciójából indultak ki a hajótest elejére koncentrált fő lövegtornyokkal és rendkívül erős páncélvédelemmel. 1927-es elkészültüktől az újabb második világháborús egységek, a brit King George V., az amerikai North Carolina és a német Bismarck típusok 1940–1941-es szolgálatba állításáig egyértelműen a világ legerősebben páncélozott és legnagyobb tűzerejű csatahajóinak számítottak. Tervezésük során kiemelt jelentőséget kapott, hogy az akkor létező legkorszerűbb külföldi vetélytársakat, az amerikai Colorado (USS Colorado, USS Maryland, USS West Virginia és a félbehagyott USS Washington) és a japán Nagato osztályok (Nagato, Mutsu) egységeit harcértékben felülmúlják.

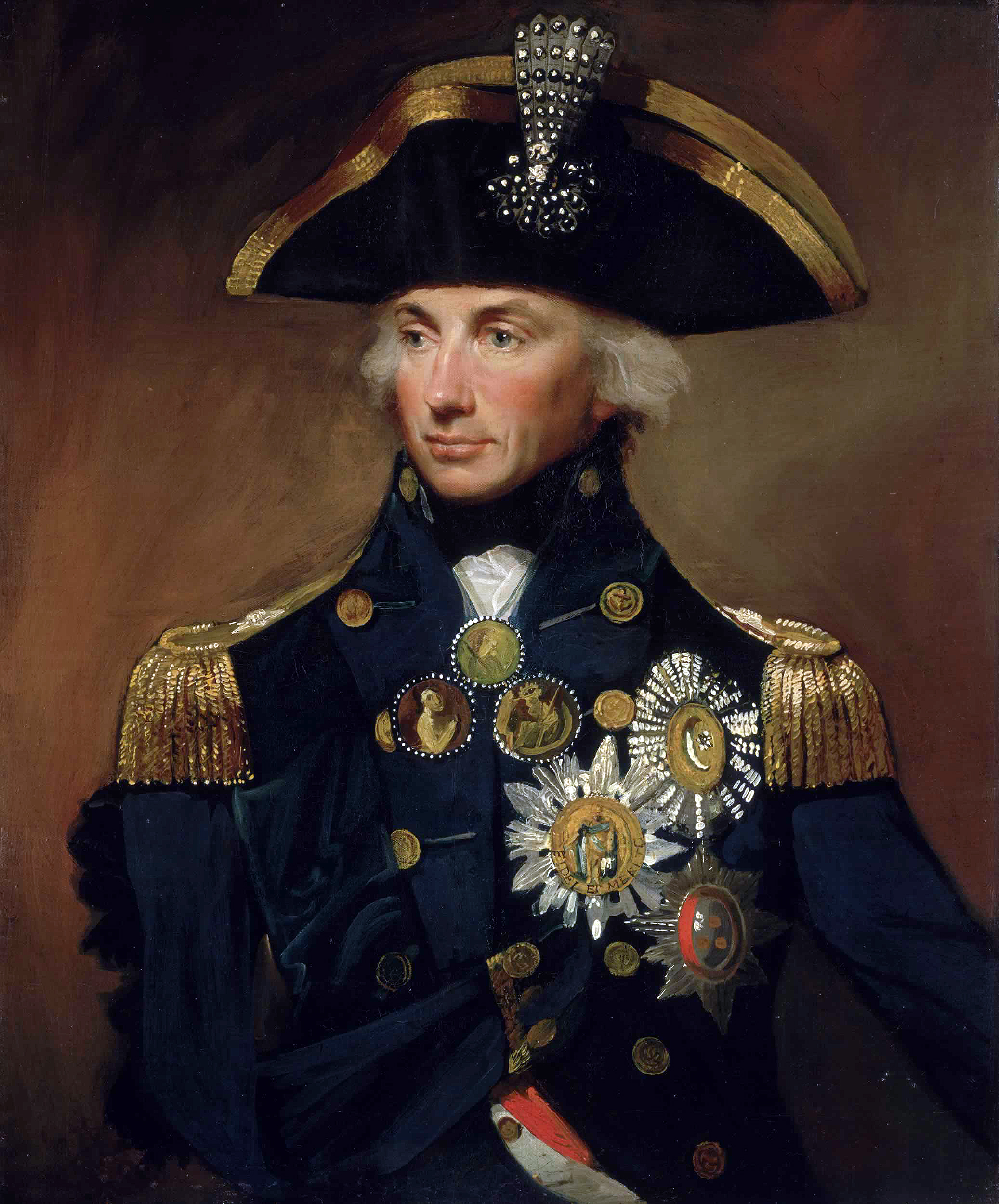
Az HMS Nelson csatahajó névadója, a legendás Horatio Nelson (1758-1805) altengernagy.
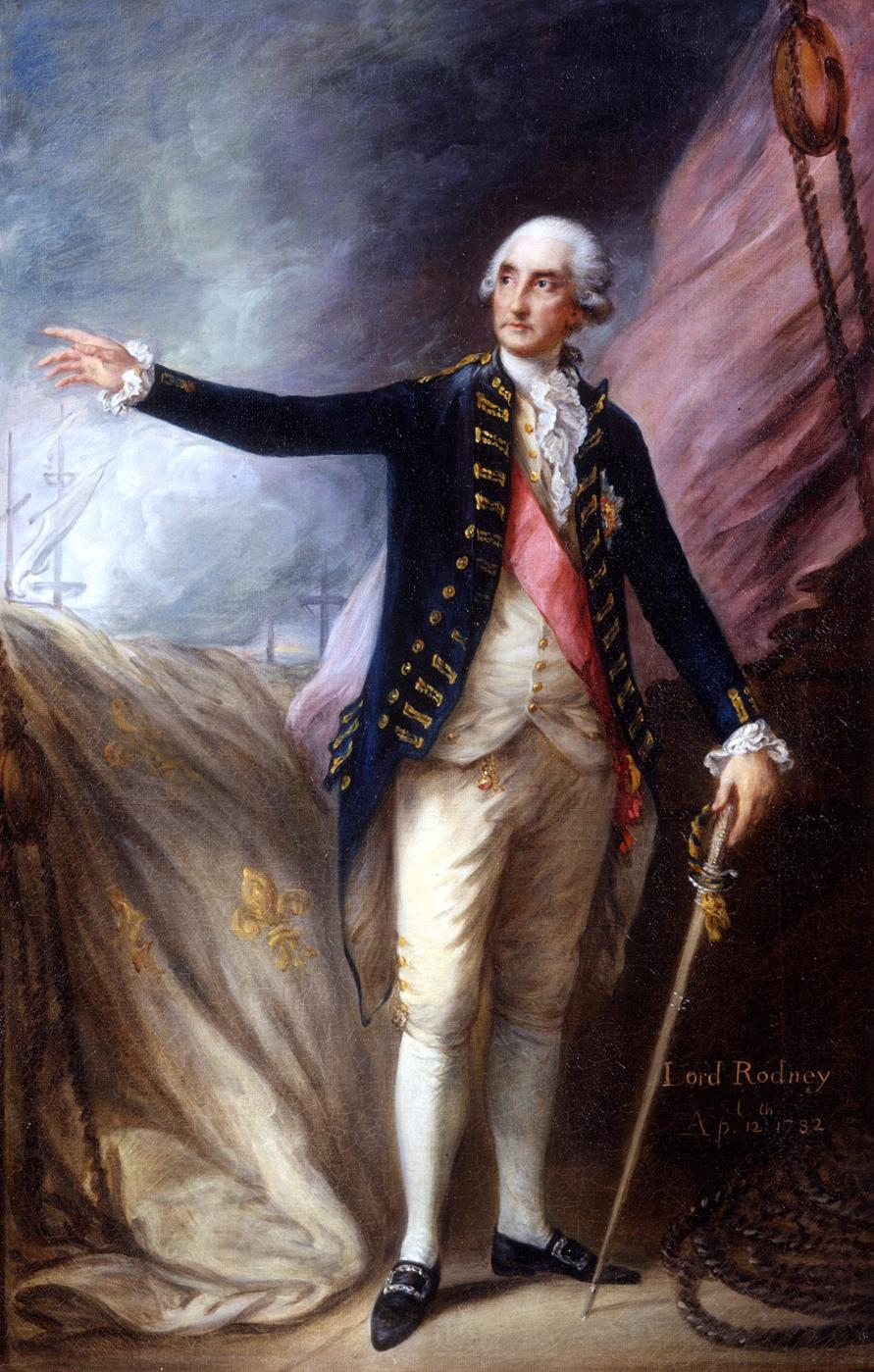
Az HMS Rodney csatahajó névadója, George Brydges Rodney (1718-1792) tengernagy.

## Története

### Új flottaépítési verseny
Az első világháború következtében jelentősen megerősödött két nagyhatalom, az Amerikai Egyesült Államok és Japán haditengerészete számos új csatahajó és csatacirkáló megépítését és szolgálatba állítását tervezte. A nagy háborúban gazdaságilag kimerült Nagy-Britannia, amennyiben meg kívánta őrizni a világ hadiflottáinak rangsorában évszázadok óta őrzött első helyét, kénytelen volt beszállni a versenybe. A Royal Navy ugyan minden kategóriában óriási számbeli fölényt élvezett mind az amerikaiakkal, mind a japánokkal szemben, azonban a legújabb épülő, vagy megépíteni tervezett amerikai és japán csatahajók nagyon komoly kihívást jelentettek a számára. Ráadásul a brit hadihajók, így a csatahajók és csatacirkálók nagy része kezdett elavulni a gyors haditechnikai fejlődés miatt.
Az Egyesült Államok rendkívül impozáns 1916-os flottafejlesztési törvény (Naval Act of 1916) alapján épülő legújabb hajóit, a négy Colorado osztályú csatahajót, a hat South Dakota osztályú csatahajót (USS South Dakota, USS Indiana, USS Montana, USS North Carolina, USS Iowa, USS Massachusetts) és a hat Lexington osztályú csatacirkálót (USS Lexington, USS Constellation, USS Saratoga, USS Ranger, USS Constitution, USS United States) egyaránt 406 mm-es lövegekkel kívánta felszerelni.
Japán, aki potenciális ellenségét az Egyesült Államokban látta a két Nagato osztályú egységet követően akkor még meglehetősen szerény gazdasági erőforrásai ellenére, az államcsőd bekövetkezését komolyan kockáztatva szintén újabb csatahajók, a Tosa osztály két hajója (Tosa, Kaga) és a négy Amagi típusú csatacirkáló (Amagi, Akagi, Takao, Atago) megépítésébe kezdett. Ezeket 1921 után további nyolc csatahajó, a Kii osztály négy egysége (Kii, Owari, Suruga és Omi), valamint a No.13 osztály négy egysége (No.13, No.14, No.15, No.16) követte volna.
Nagy-Britannia az első világháború harci tapasztalatainak, különösen a jütlandi csatáénak felhasználásával két, a maga nemében teljesen újszerű, a riválisokat felülmúló forradalmi hajóosztályokkal, a G3 típus csatacirkálóival, és az N3 osztály csatahajóival válaszolt az amerikai és a japán kihívásra. Az 1921-es haditengerészeti fegyverkezési előirányzat négy G3 típusú csatacirkáló, négy N3 osztályú csatahajó megrendelésével számolt erre az évre, majd további négy, vélhetően azonos, vagy kissé módosított N3 típusú csatahajóra 1922-ben.

### A G3 osztály
Az G3 osztály ugyan hivatalosan csatacirkálónak volt besorolva, azonban ez az elnevezés erősen félrevezető. Ugyanis egy, az akkor létező összes csatahajót, kivéve a párhuzamosan tervezett N3 osztályt páncélzatának erősségében felülmúló típusról van szó. A koncepció lényege egy olyan hajó megépítése, amely jobban vértezett nemcsak bármely csatacirkálónál, de az összes ellenséges csatahajónál is, sőt sebességét tekintve felveszi a versenyt a leggyorsabb amerikai és japán csatacirkálókkal. Kettős feladatra kellett tehát alkalmasnak lennie, amellett hogy leküzdje az épülő hatalmas méretű, gyors, erős fegyverzetű, de gyenge páncélzatú hat amerikai és négy japán csatacirkálót, a legkorszerűbb épülő csatahajókkal szemben is állnia kellett a versenyt. Képességei a páncélzat és a sebesség tekintetében nagyjából a kiváló második világháborús amerikai Iowa osztály szintjén álltak, noha azokat két évtizeddel megelőzték. Technikai adataik: vízkiszorítás: 48 400 t sztenderd, 53 909 t maximális, hossz: 260.9 m, szélesség: 32.3 m, fegyverzet: 9 db 406 mm L/45 ágyú (3 x 3), 16 db 152 mm ágyú (8 x 2), 6 db 120 mm (6 x 1 ) légvédelmi ágyú. Páncélzat: övpáncél: 356–305 mm, keresztválaszfalak: 305–254 mm, fedélzet: 203–102 mm, fő lövegtornyok: 431–254 mm, ezek barbettái: 381 mm, parancsnoki torony: 305 mm. Sebesség: 32 csomó.

### Az N3 osztály
Az N3 típus tervezett szupercsatahajóihoz a páncélos hadihajók körében csak a második világháborús japán Yamato osztály mérhető. Ezek a brit egységek fő lövegeik tűzerejében közel egyenértékűek, és páncélzatuk sem sokkal maradt el azoké mögött. Külső megjelenésük a G3 osztályéhoz hasonló, azonban azzal ellentétben csak egy kéményt kaptak volna. Technikai adataik: vízkiszorítás: 48 500 t sztenderd, hossz: 249.9 m, szélesség: 32.3 m, fegyverzet: 9 db 457 mm L/45 ágyú (3 x 3), 16 db 152 mm ágyú (8 x 2), 6 db 120 mm (6 x 1 ) légvédelmi ágyú. Páncélzat: övpáncél: 381–343 mm, keresztválaszfalak: 356–229 mm, fedélzet: 203–152 mm, fő lövegtornyok: 457–254 mm, ezek barbettái: 381 mm, parancsnoki torony: 381 mm. Sebesség: 23 csomó.

### A washingtoni haditengerészeti szerződés
A rendkívül súlyos brit, japán, francia és olasz gazdasági nehézségek, a pacifista politikai és közhangulat az érintett államokban, s a kormányok hajlandósága vezetett a washingtoni haditengerészeti szerződés megkötéséhez. Az egyezmény 5:5:3:1.75:1.75 arányban rögzítette a brit, az amerikai, a japán, a francia és az olasz flották méretét, a szolgálatban álló hadihajók számának drasztikus csökkentését írta elő. Ugyanakkor a csatahajók és csatacirkálók esetében méretkorlátozást léptetett életbe, ezek nem lehettek 35 000 tonna sztenderd vízkiszorításnál nagyobbak, s legfeljebb 406 mm-es lövegekkel szerelhették fel őket. Az előírások következtében az épülő vagy tervezett, 35 ezer tonnásnál általában jóval nagyobb nehéz egységeket törölni kellett. Kivételt csak a japán Mutsu csatahajó jelentett, illetve japán és az Egyesült Államok két-két félkész egységet repülőgép-hordozóként fejezhetett be. Nagy-Britannia, mivel Japánnal és az Egyesült Államokkal szemben nem rendelkezett 406-mm-es ágyúkkal felszerelt csatahajókkal, engedélyt kapott két ilyen, a washingtoni szerződés méretkorlátozó előírásainak megfelelő csatahajó megépítésére. Hogy időt takarítsanak meg, a G3 osztály csatacirkálóinak azonos fegyverzetű, valamivel könnyebb páncélzatú, jóval lassúbb, lekicsinyített változatát tervezték meg a Nelson osztály alakjában.
| A G3, az N3 és a Nelson osztályok összehasonlítása | G3 osztály (gyors csatahajó)                                          | N3 osztály (csatahajó)                                        | O3 – Nelson osztály (csatahajó)                                                   |
| -------------------------------------------------- | --------------------------------------------------------------------- | ------------------------------------------------------------- | --------------------------------------------------------------------------------- |
| Vízkiszorítás (sztenderd/maximum)                  | 48 400 / 53 909 t                                                     | 48 500 / 54 000 t                                             | 33 730 / 41 250 t                                                                 |
| Hossz                                              | 260.9 m                                                               | 249.9 m                                                       | 216.4 m                                                                           |
| Szélesség                                          | 32.3 m                                                                | 32.3 m                                                        | 32.3 m                                                                            |
| Övpáncél                                           | 356–305 mm                                                            | 381–343 mm                                                    | 356–330 mm                                                                        |
| Fedélzeti páncélzat                                | 203–102 mm                                                            | 229–152 mm                                                    | 159–95 mm                                                                         |
| Fő lövegtornyok páncélzata                         | Homlok: 444 mm, oldal: 330–229 mm, tető: 203 mm, barbetta: 356–279 mm | Homlok: 457 mm, oldal: 356 mm, tető: 203 mm, barbetta: 381 mm | Homlok: 406 mm, oldal: 280–229 mm, hátul: 229, tető: 184 mm, barbetta: 381–305 mm |
| Fő fegyverzet                                      | 9 x 406 mm L/45 BL Mk I ágyú                                          | 9 x 457 mm L/45 Mark II ágyú                                  | 9 x 406 mm L/45 BL Mk I ágyú                                                      |
| Fő fegyverzet lövedékének tömege                   | 929 kg                                                                | 1323 kg                                                       | 929 kg                                                                            |
| Fő fegyverzet teljes sortüzének tömege             | 8361 kg                                                               | 11 907 kg                                                     | 8361 kg                                                                           |
| Másodlagos fegyverzet                              | 16 x 152 mm L/50 BL Mk XXII                                           | 16 x 152 mm L/50 BL Mk XXII                                   | 12 x 152 mm L/50 BL Mk XXII                                                       |
| Hajtómű teljesítménye                              | 160 000 LE                                                            | 56 000 LE                                                     | 45 000 LE                                                                         |
| Sebesség                                           | 32 csomó                                                              | 23 csomó                                                      | 23 csomó                                                                          |

## Jellemzők

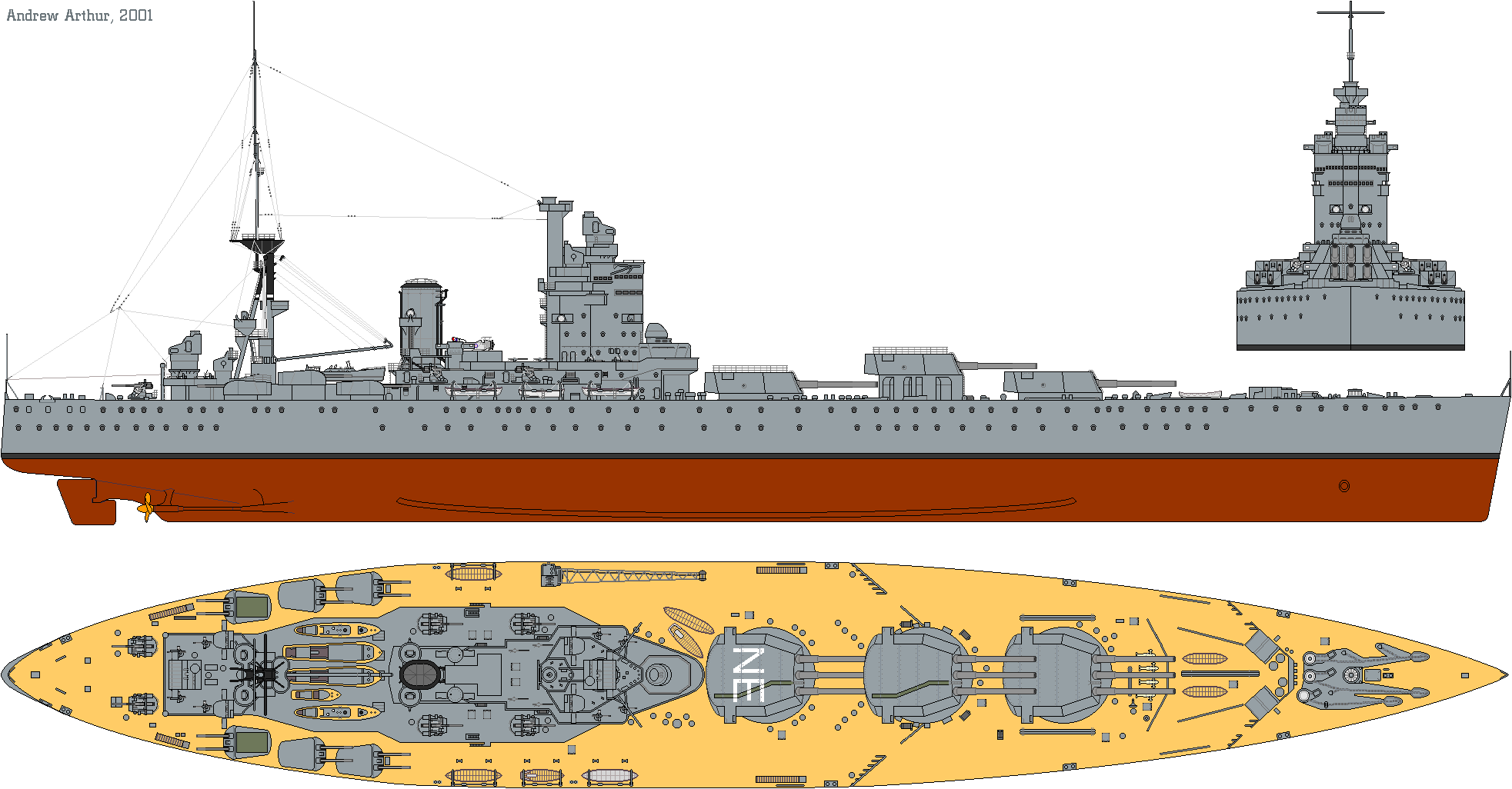
Az HMS Nelson brit csatahajót 1931-es állapotában ábrázoló rajz.

A Nelson osztály igen jelentős előrelépést jelentett a csatahajó építésben az addigi drednoughtokhoz és szuper-dreadnoughtokhoz képest. Már a hajók külső megjelenése is rendkívül modern benyomást keltett. A dizájn a washingtoni egyezmény szigorú előírásai ellenére rengeteget profitált az első világháború, különösen a jütlandi csata harci tapasztalataiból, a brit tervezők sikeresen megoldották ezek adaptálását. A csatahajók három legfőbb jellemzője, a tűzerő, a páncélzat/túlélőképesség és a sebesség hármasából az első kettőt tekintették fontosabbnak. A washingtoni flottaszerződésben korlátozott vízkiszorítás miatt nem volt kivitelezhető a soha meg nem épült G3 osztályban megtestesülő, kiegyensúlyozott, ideális „gyors csatahajó” koncepciója, a Nelson osztálynál a nagyobb méretű elődtípussal hasonló színvonalú tűzerő és vértezet megtartása érdekében a nagy sebességet fel kellett áldozni. Három alternatív terv is készült, amelyek elsősorban a fő és a másodlagos fegyverzet elrendezésében, kaliberében tértek el egymástól (O3, P3, Q3), ezeken belül további változatok voltak, az Admiralitás végül az egyik módosított O3 terv mellett döntött.

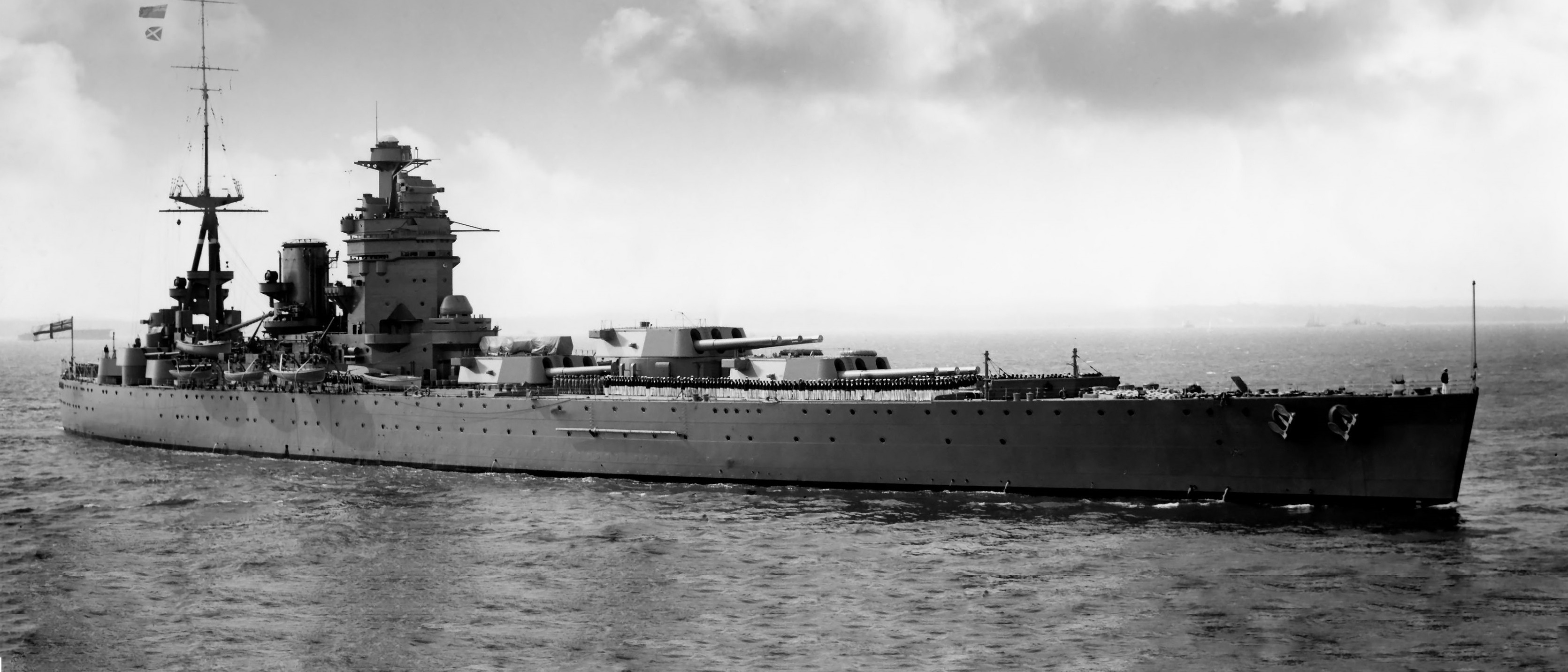
Az HMS Rodney brit csatahajó.

Az O3 csatahajóterv No. 1 változata.
Az O3 csatahajóterv No. 1 módosított változata, hátsó páncélozott tűzvezető toronnyal ellátva.
Az O3 csatahajóterv No. 2 változata. A fő lövegtornyok elrendezése végül ez lett a Nelson osztály esetében.
A Q3 csatahajóterv. A fő lövegtornyok elrendezése itt megegyezik a G3 és az N3 osztályokéval.

Újdonság volt a fő fegyverzet esetében a háromágyús lövegtornyok alkalmazása. Ezeket A, B és X toronynak nevezték, a G3 és az N3 osztályokkal ellentétben a harmadik, az X jelű is a hajó elejére került, még az előbbi tervezett típusoknál középen, a parancsnoki torony és a kémény között kapott volna helyet. Az ágyútornyok az addigi legnagyobb méretű és tömegű (egyenként 1503.7 tonnás) ilyen szerkezetek voltak. A 9 darab 406 mm-es ágyú az akkor létező legnagyobb tűzerejű csatahajókká tette a Nelson osztályt. A 406 mm L/45 BL Mk I löveg eltért a korábbi brit típusoktól, melyek a lehető legnehezebb lövedéket tüzelték, alacsonyabb kezdősebesség mellett. A Director of Naval Ordnance, a haditengerészeti tüzérség igazgatója az első világháborús kapituláció után brit kézbe került német nehéz hajóágyúkkal való kísérletek után arra a, mint utólag kiderült téves következtetésre jutott, hogy helyesebb a Kaiserliche Marine gyakorlatát követve nagyobb kezdő sebességgel kilőtt könnyebb lövedékeket alkalmazni, mert ezek hatékonyabb páncéltörő fegyverek. Későbbi kísérletek cáfolták ennek az elméletnek a helyességét. Valójában a 406 mm L/45 BL MK I ágyúk alig múlták felül a korábbi, összesen 16 darab brit csatahajó és csatacirkáló fő fegyverzetét képező, kiválóan sikerült 381 mm L/42 lövegek teljesítményét. A gondokat tetézte, hogy az HMS Nelson és az HMS Rodney számára összesen legyártott 29 darab ilyen típusú ágyúnál kétféle huzagolást is használtak, így gyakran egy lövegtornyon belül is eltértek az egyes ágyúk tulajdonságai. A másodlagos fegyverzet 152 mm-es lövegei a korábbi kazamatás elrendezés helyett kettesével sokkal jobb kilövést biztosító tornyokban kaptak helyet.
A fő fegyverzet a G3 és az N3 típusokhoz hasonlóan a hajótest elejére volt koncentrálva, azért, hogy a csatahajó létfontosságú részeit védő központi páncélozott citadella mérete a lehetséges legkisebb, ugyanakkor a legerősebben vértezett lehessen. A britek ennél típusnál alkalmazták először az amerikai Nevada típusú csatahajóknál (USS Nevada, USS Oklahoma) bevezetett "all or nothing", mindent, vagy semmit típusú páncélzatot. Azaz a hajó létfontosságú részeit a lehető legvastagabb páncélzat védte, még a lényegtelen területek minimális vértezetet sem kaptak. Nemcsak a páncélzat vastagsága, hanem felépítése és tagolása is kiváló volt. A 72°-ban döntött övpáncél a hajótest belsejébe került, ez strukturálisan nagyobb szilárdságot biztosított. Maga a hajótest kettős hajófenékkel rendelkezett, s 22 vízhatlan rekeszfalakkal lezárt kamrára oszlott. A lőszerraktárak, a lövegtornyok és ezek barbettái is sokkal jobb védelmet kaptak, a torpedóvédelem is fejlődött az elődökhöz képest. A Nelson osztály megépítéséhez súlymegtakarítás céljából speciális, D típusú acélt, s alumíniumot is használtak.

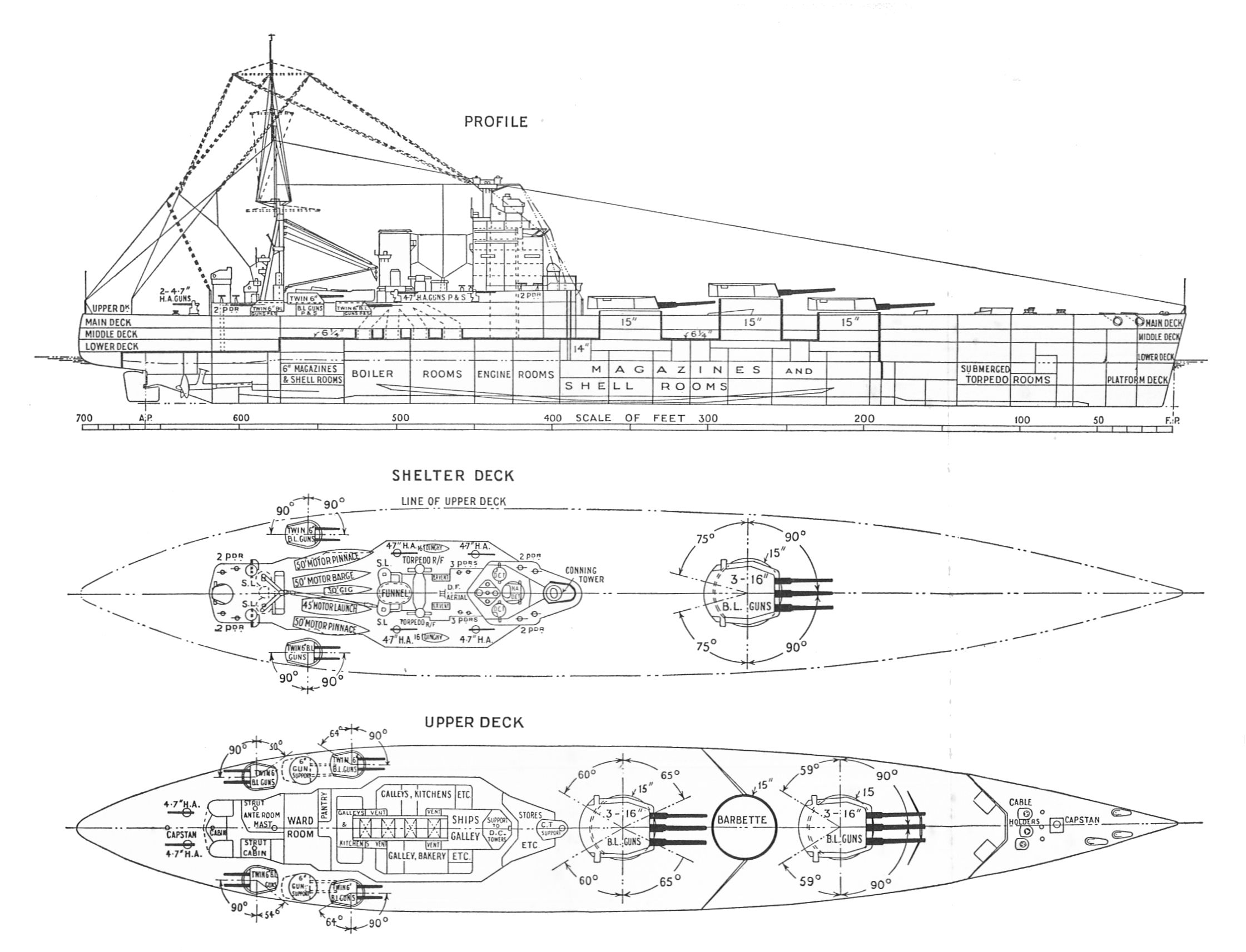
Az HMS Nelson brit csatahajó jellegrajza a Warships To-day 1936-os kiadásában.

Ugyancsak először alkalmazták a korábbi jellegzetes, háromlábú, galériás elrendezésű masszív előárboc helyett a nagy méretű, nyolcszögletű alaprajzú, egy londoni épületről a hasonlóság okán a legénység által Queen Anne's Mansions névre keresztelt, toronyszerű hidat.
| A korábbi brit típusok és a Nelson osztály technikai adatainak összehasonlítása | Oueen Elizabeth osztály (5 egység) | Revenge osztály (5 egység) | Renown osztály (2 egység) | HMS Hood            | Nelson osztály (2 egység) |
| ------------------------------------------------------------------------------- | ---------------------------------- | -------------------------- | ------------------------- | ------------------- | ------------------------- |
| Hajótípus                                                                       | csatahajó                          | csatahajó                  | csatacirkáló              | csatacirkáló        | csatahajó                 |
| Vízkiszorítás (sztenderd/maximális)                                             | 27 500 / 31 500 t                  | 28 000 / 31 000 t          | 27 650 / 30 835 t         | 42 670 t / 46 680 t | 33 730 / 41 250 t         |
| Hossz                                                                           | 196.8 m                            | 190.3 m                    | 242 m                     | 262.1 m             | 216.4 m                   |
| Szélesség                                                                       | 27.6 m                             | 27 m                       | 27.4 m                    | 31.7 m              | 32.3 m                    |
| Övpáncél                                                                        | 330–102 mm                         | 330–102 mm                 | 229–76 mm                 | 305–127 mm          | 356–330 mm                |
| Fedélzeti páncélzat                                                             | 76–25 mm                           | 76–25 mm                   | 64–25 mm                  | 51 + 76–25 mm       | 159–95 mm                 |
| Fő lövegtornyok páncélzata                                                      | 330–127 mm                         | 330–127 mm                 | 229–108 mm                | 381–127 mm          | 406–184 mm                |
| Fő fegyverzet                                                                   | 8 x 381 mm L/42 ágyú               | 8 x 381 mm L/42 ágyú       | 6 x 381 mm L/42 ágyú      | 8 x 381 mm L/42     | 9 x 406 mm L/45 ágyú      |
| Fő fegyverzet lövedékének tömege                                                | 871 kg                             | 871 kg                     | 871 kg                    | 871 kg              | 929 kg                    |
| Hajtómű teljesítmény                                                            | 56 000 LE                          | 40 000 LE                  | 112 000 LE                | 144 000 LE          | 45 000 LE                 |
| Sebesség                                                                        | 24 csomó                           | 21.5 csomó                 | 31.5 csomó                | 31 csomó            | 23 csomó                  |

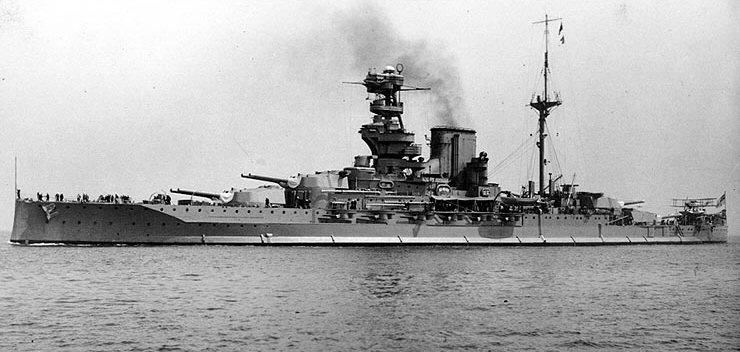
A Queen Elizabeth osztályú HMS Valiant brit csatahajó 1930-1937 között.
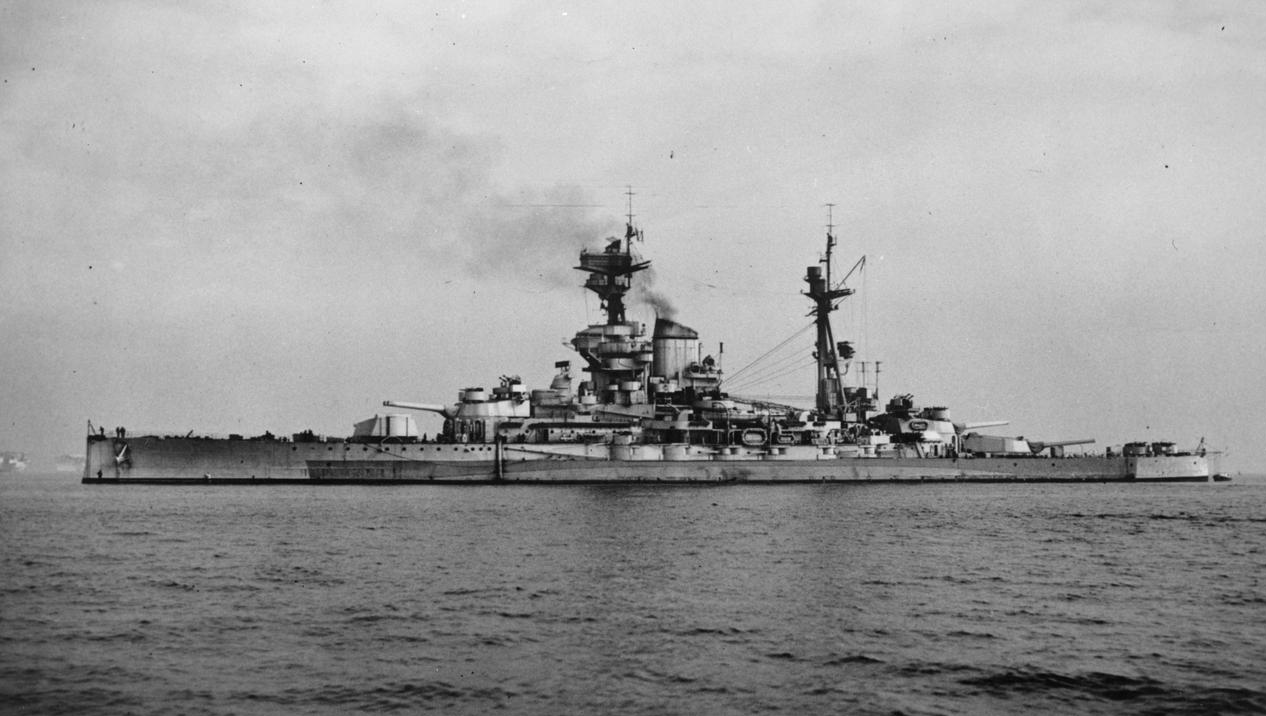
A Revenge osztályú HMS Ramillies brit csatahajó.
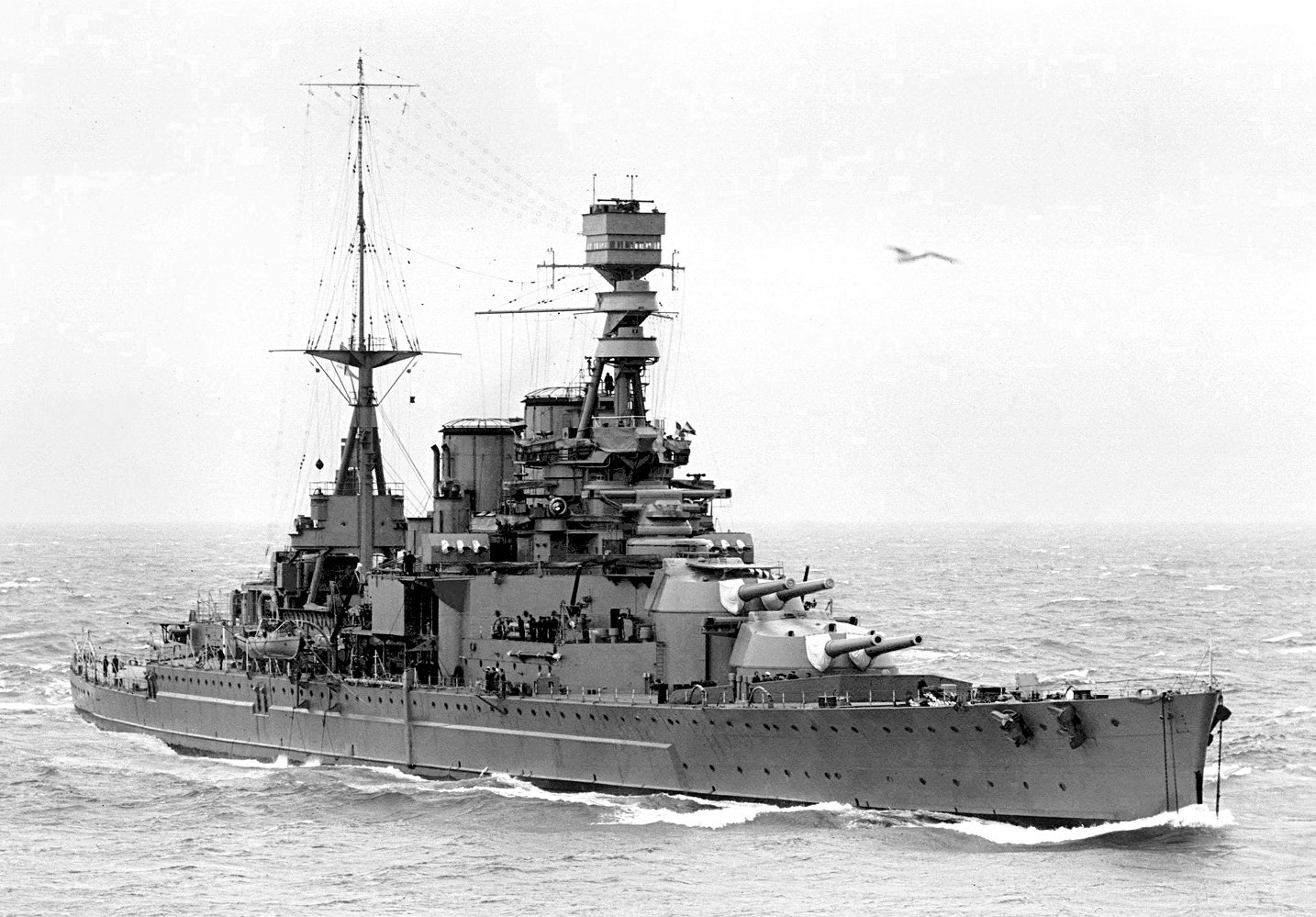
A Renown osztályú HMS Repulse brit csatacirkáló.
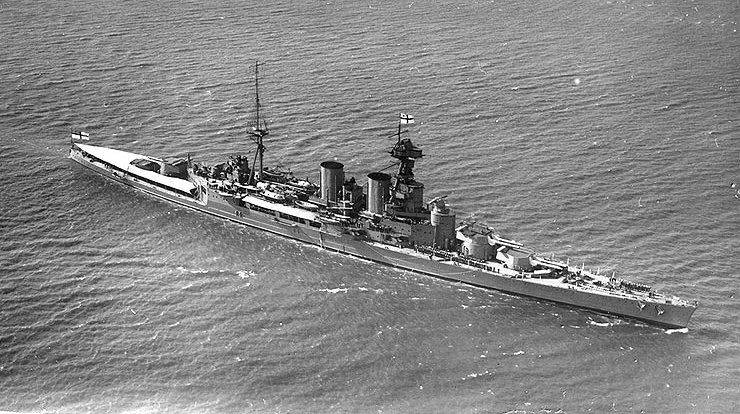
Az HMS Hood brit csatacirkáló, 1920 és 1941 között a világ legnagyobb hadihajója.
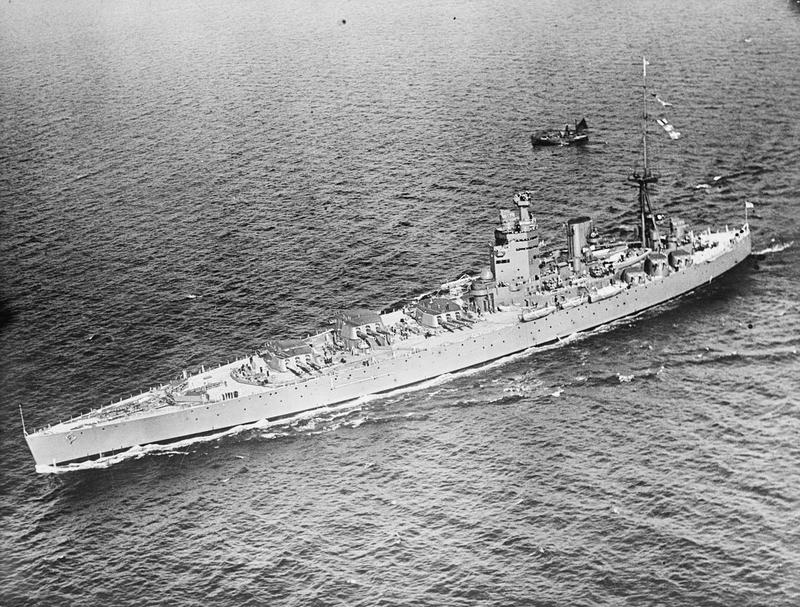
A Nelson osztályú HMS Nelson brit csatahajó.

### A riválisok
A Nelson osztály a szintén hasonló, 406, illetve 410 mm-es lövegekkel felszerelt amerikai Colorado, és a japán Nagato osztályú csatahajók ellensúlyozására épült. Az alábbi táblázat a három típus, akkor a világ legkorszerűbb, legnagyobb harcértékű csatahajói legfontosabb technikai adatait tartalmazza pályafutásuk elején. Az összevetésből kiderül, hogy páncélzatban és tűzerőben a Nelson osztály felülmúlja riválisait. A Nagato és a Mutsu a leggyorsabb, tűzereje a brit és az amerikai egységek között helyezkedik el, viszont páncélzata egyértelműen a leggyengébb. A USS Colorado, a USS Maryland és a USS West Virginia trió ugyan erős fegyverzettel és páncélzattal rendelkezik (fedélzeti páncélzata ellenben a leggyengébb), de ebben a két kategóriában sem éri el az HMS Nelson és az HMS Rodney színvonalát, s lassúbb is azoknál. A három típusból harcértékét tekintve egyértelműen a Nelson osztály emelkedik ki.
| A Nelson osztály és riválisai pályafutásuk elején | Nagato osztály                                                    | Colorado osztály                                                             | Nelson osztály                                                                    |
| ------------------------------------------------- | ----------------------------------------------------------------- | ---------------------------------------------------------------------------- | --------------------------------------------------------------------------------- |
| Vízkiszorítás (sztenderd/maximum)                 | 33 800 / 38 500 t                                                 | 32 600 / 33 590 t                                                            | 33 730 / 41 250 t                                                                 |
| Hossz                                             | 215.8 m                                                           | 190.2 m                                                                      | 216.4 m                                                                           |
| Szélesség                                         | 29 m                                                              | 29.7 m                                                                       | 32.3 m                                                                            |
| Övpáncél                                          | 305–102 mm                                                        | 343–203 mm                                                                   | 356–330 mm                                                                        |
| Fedélzeti páncélzat                               | 121–51 mm                                                         | 89–38 mm                                                                     | 159–95 mm                                                                         |
| Fő lövegtornyok páncélzata                        | Homlok: 356 mm, oldal: 230–190 mm, tető: 127 mm, barbetta: 305 mm | Homlok: 457 mm, oldal: 254 mm, hátul: 229 mm, tető: 127 mm, barbetta: 320 mm | Homlok: 406 mm, oldal: 280–229 mm, hátul: 229, tető: 184 mm, barbetta: 381–305 mm |
| Fő fegyverzet                                     | 8 x 410 mm L/45 3-shiki ágyú                                      | 8 x 406 mm L/45 Mark 1 ágyú                                                  | 9 x 406 mm L/45 BL Mk I ágyú                                                      |
| Fő fegyverzet lövedékének tömege                  | 1020 kg                                                           | 960 kg                                                                       | 929 kg                                                                            |
| Fő fegyverzet teljes sortüzének tömege            | 8160 kg                                                           | 7680 kg                                                                      | 8361 kg                                                                           |
| Másodlagos fegyverzet                             | 20 x 140 mm l/50 3-shiki ágyú                                     | 14 x 127 mm L/51 Mk 8 ágyú                                                   | 12 x 152 mm L/50 BL Mk XXII                                                       |
| Hajtómű teljesítménye                             | 80 000 LE                                                         | 28 900 LE                                                                    | 45 000 LE                                                                         |
| Sebesség                                          | 26.5 csomó                                                        | 21 csomó                                                                     | 23 csomó                                                                          |

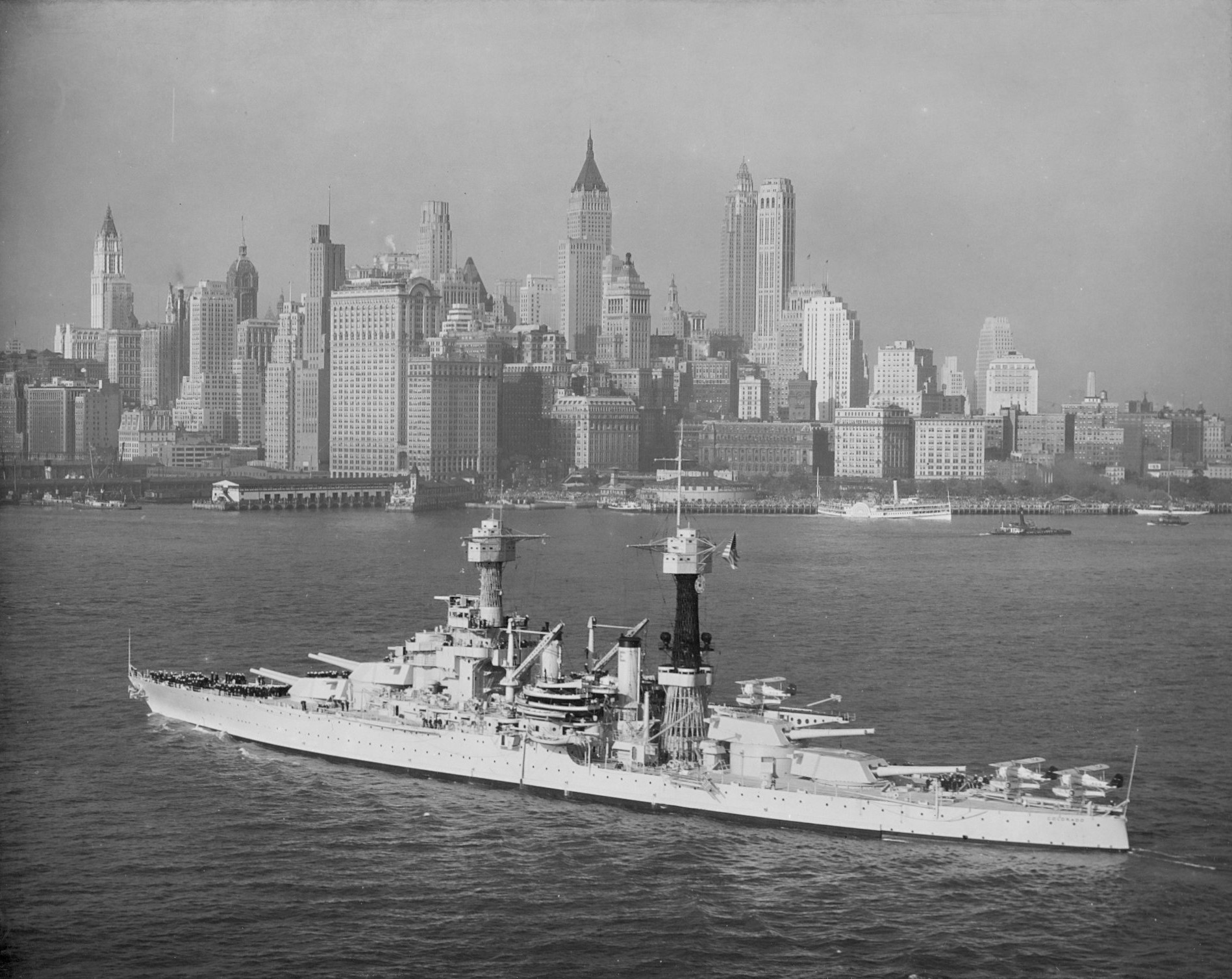
Az amerikai USS Colorado csatahajó 1932-ben, New York felhőkarcolói előterében.
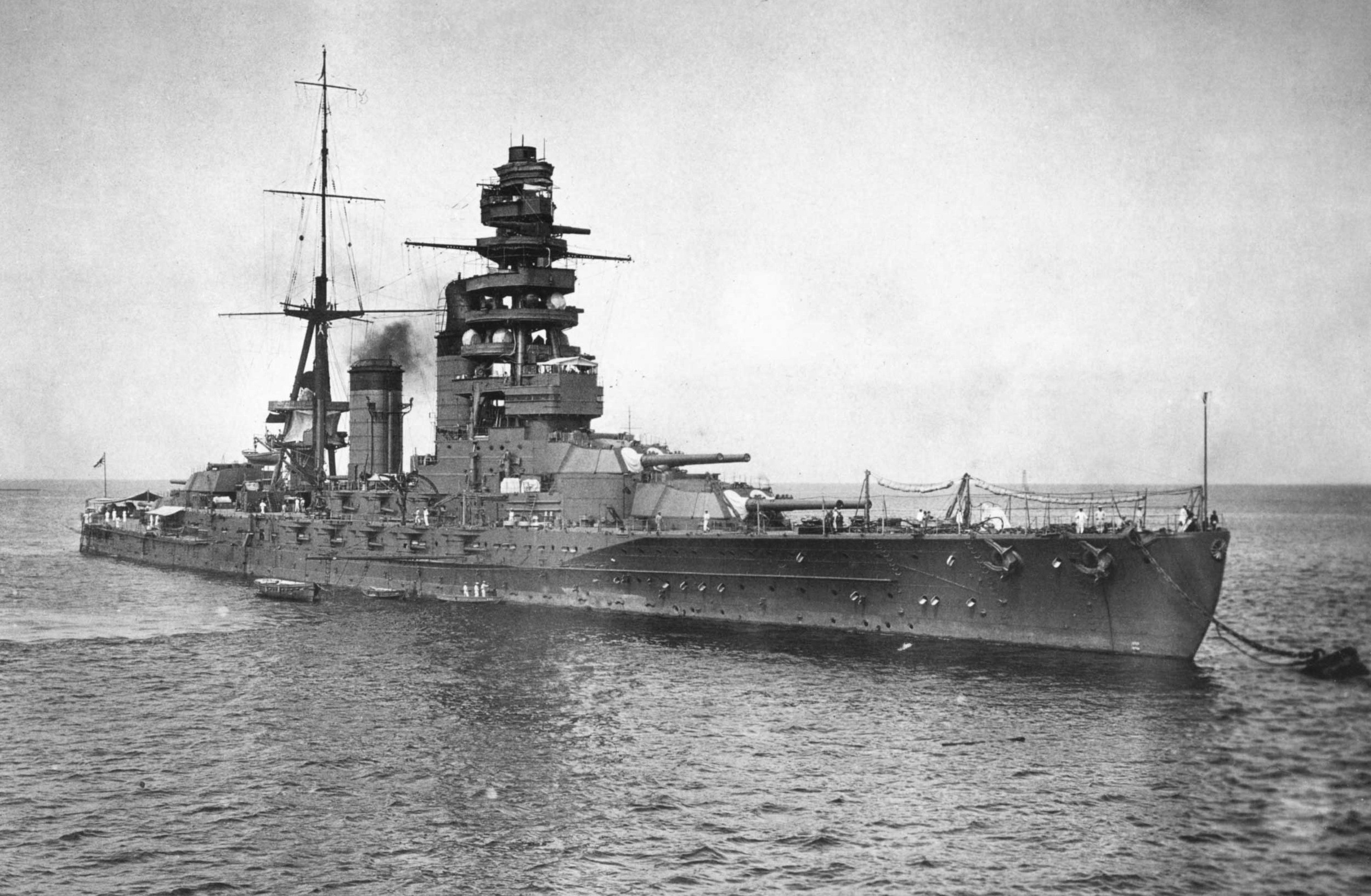
A japán Nagato csatahajó 1924-ben.
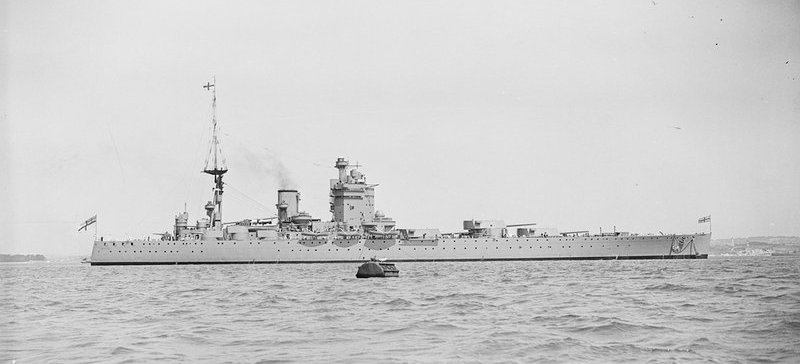
Az HMS Nelson brit csatahajó 1934-ben.

### Összehasonlítás a modernebb brit típusokkal
A modernebb, később épült, illetve tervezett brit típusokkal összevetve a Nelson osztály tűzerejében mind a King George V. osztály egységeit, mind az HMS Vanguard-ot felülmúlta, hátrányban csak a második világháború kitörése miatt félbehagyott Lion osztállyal szemben van e téren. A páncélzatot tekintve azonban a későbbi típusok vértezete már jobb felépítésű, tagolású, a hajótest nagyobb felületére kiterjedő, ráadásul sokkal hatásosabb torpedóvédelmük van, e téren tehát felülmúlják a Nelson osztályt, kivéve fő lövegtornyok páncélzatát. Az HMS Neslon és az HMS Rodney sebessége meg sem közelítette a modern brit gyors csatahajókét.
| A Nelson osztály és a modernebb brit típusok összehasonlítása | Nelson osztály (2 egység)                                                         | King George V. osztály (5 egység)                                         | Lion osztály (6 egység – nem épültek meg)                  | HMS Vanguard                                                              |
| ------------------------------------------------------------- | --------------------------------------------------------------------------------- | ------------------------------------------------------------------------- | ---------------------------------------------------------- | ------------------------------------------------------------------------- |
| Vízkiszorítás: sztenderd/maximális                            | 37 000 t / 44 054 t (1945-ben)                                                    | 39 100 t / 45 360 t (1945-ben)                                            | 40 550 t / 46 300 t                                        | 44 500 t / 51 420 t                                                       |
| Hossz                                                         | 216.4 m                                                                           | 227.1 m                                                                   | 239.3 m                                                    | 248.2 m                                                                   |
| Szélesség                                                     | 32.3 m                                                                            | 31.4 m                                                                    | 31.7 m                                                     | 32.9 m                                                                    |
| Max. merülés                                                  | 10.2                                                                              | 9.9 m                                                                     | 10.21 m                                                    | 10.62 m                                                                   |
| Övpáncélzat                                                   | 356 – 330 mm                                                                      | 381 – 114 mm                                                              | 381 – 279 mm                                               | 356 – 343 mm                                                              |
| Fedélzeti páncélzat                                           | 159 – 95 mm                                                                       | 152 – 64 mm                                                               | 152 + 37 – 63 mm                                           | 152 – 63 mm                                                               |
| Fő lövegtornyok páncélzata                                    | Homlok: 406 mm, oldal: 280–229 mm, hátul: 229, tető: 184 mm, barbetta: 381–305 mm | Homlok: 324 mm, oldal: 284 – 174 mm, tető: 149 mm, barbetta: 324 – 275 mm | Homlok: 374 mm, oldal: 254 mm, hátul: 229 mm, tető: 152 mm | Homlok: 330 mm, oldal: 229 – 178 mm, tető: 152 mm, barbetta: 330 – 279 mm |
| Fő fegyverzet                                                 | 9 x 406 mm L/45 BL Mk I ágyú                                                      | 10 x 356 mm L/50 BL Mk VII ágyú                                           | 9 x 406 mm L/45 BL Mk II, vagy Mk III ágyú                 | 8 x 381 mm L/42 RP.12 Mk I/N ágyú                                         |
| Fő fegyverzet lövedékének tömege                              | 929 kg                                                                            | 720 kg                                                                    | 1077 kg                                                    | 879 kg                                                                    |
| Fő fegyverzet teljes sortüzének tömege                        | 8361 kg                                                                           | 7200 kg                                                                   | 9693 kg                                                    | 7032 kg                                                                   |
| Másodlagos fegyverzet                                         | 12 x 152 mm L/50 BL Mk XXII                                                       | 16 x 133 mm L/50 QF Mk I ágyú                                             | 16 x 133 mm L/50 QF Mk I ágyú                              | 16 x 133 mm L/50 RP.10 Mk I ágyú                                          |
| Hajtómű teljesítménye                                         | 45 000 LE                                                                         | 110 000 LE                                                                | 130 000 LE                                                 | 130 000 LE                                                                |
| Sebesség                                                      | 23 csomó                                                                          | 28 csomó                                                                  | 30 csomó                                                   | 30 csomó                                                                  |

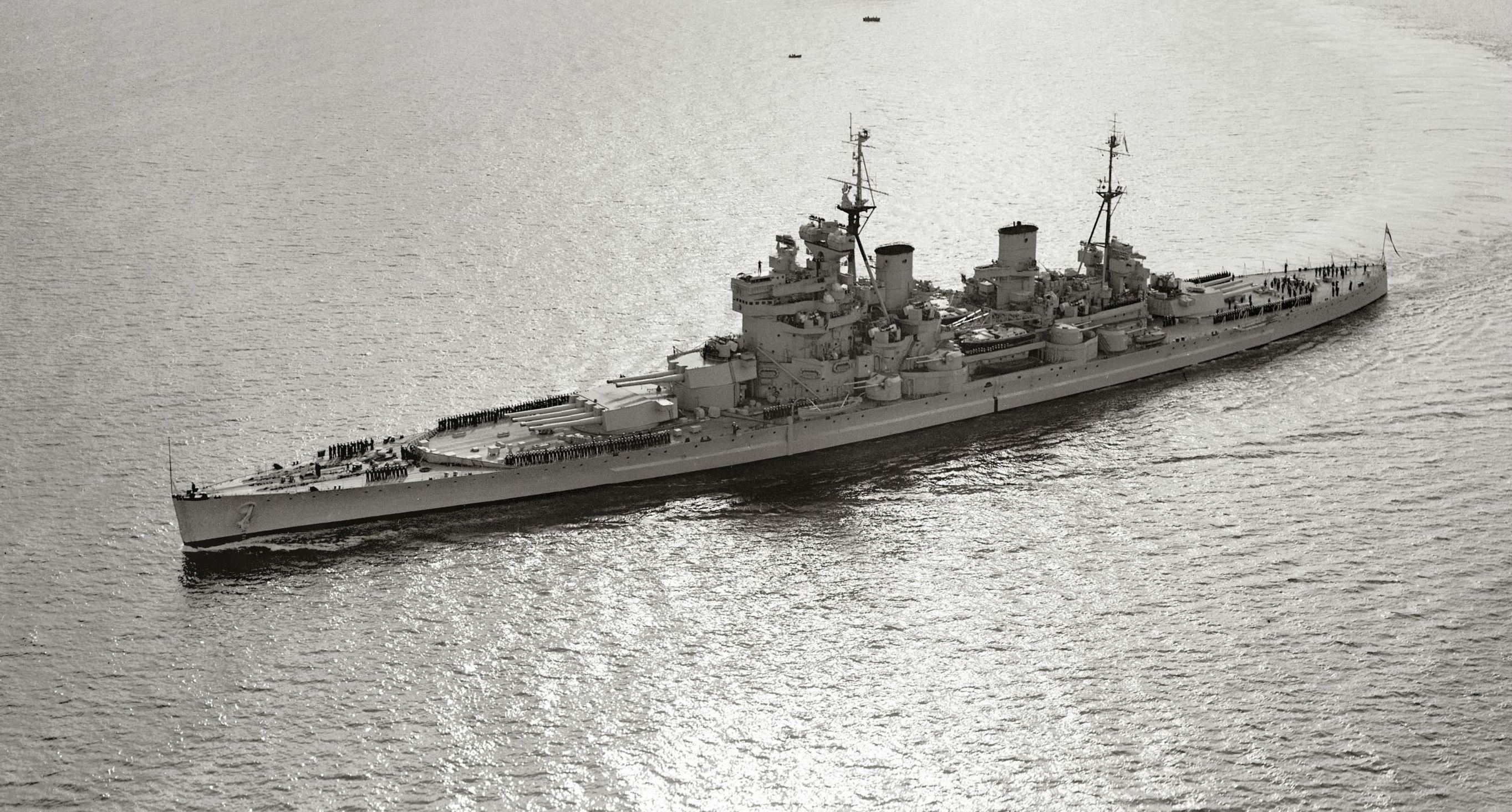
King George V. osztályú brit csatahajó.
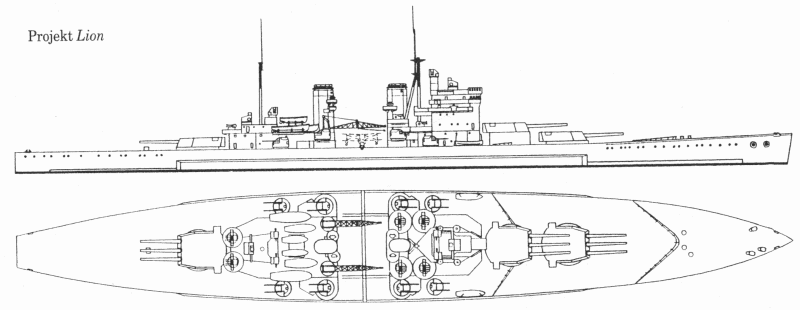
A tervezett Lion osztályú brit csatahajó jellegrajza.
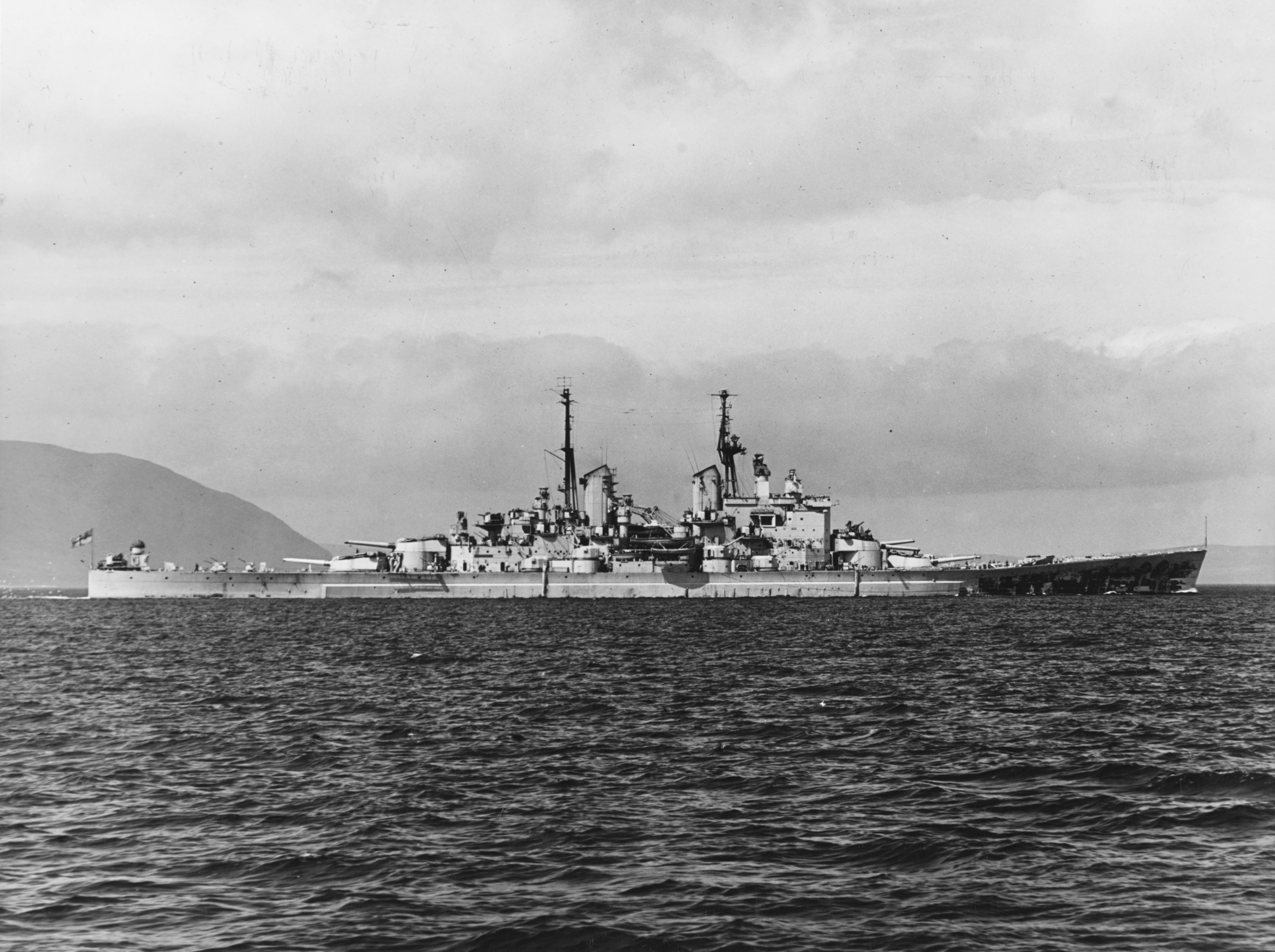
Az HMS Vanguard brit csatahajó 1947-ben.

### Összehasonlítás a modern német és olasz típusokkal
Az európai tengelyhatalmak modern csatahajóival összevetve, a Nelson osztály tűzerőben egyértelműen fölényben van, és páncélzatát tekintve is állja az összehasonlítást. A Scharnhorst osztály csatahajói gyenge fő fegyverzetük miatt sem lehettek ellenfelek. A Bismarck osztállyal szemben tűzerőben fölényben volt, páncélzata is korszerűbb felépítésű. A Littorio osztály egységeit (Vittorio Veneto, Littorio, Roma) tűzerőben és páncélzatban is felülmúlja, viszont a német csatahajókhoz hasonlóan szintén sokkal lassúbb azoknál.
| A Nelson osztály és a modern német és olasz típusok összehasonlítása | Nelson osztály (2 egység)                                                         | Scharnhorst osztály (2 egység)                                     | Bismarck osztály (2 egység)                                                  | Littorio osztály (3 egység)                                         |
| -------------------------------------------------------------------- | --------------------------------------------------------------------------------- | ------------------------------------------------------------------ | ---------------------------------------------------------------------------- | ------------------------------------------------------------------- |
| Vízkiszorítás: sztenderd/maximális                                   | 37 000 t / 44 054 t (1945-ben)                                                    | 31 053 t / 37 224 t                                                | 41 700 t / 50 900 t                                                          | 40 517 t / 45 029 t                                                 |
| Hossz                                                                | 216.4 m                                                                           | 229.8 m                                                            | 250 m                                                                        | 237.8 m                                                             |
| Szélesség                                                            | 32.3 m                                                                            | 30 m                                                               | 36 m                                                                         | 32.8 m                                                              |
| Max. merülés                                                         | 10.2                                                                              | 9.91 m                                                             | 10.6 m                                                                       | 9.6 m                                                               |
| Övpáncélzat                                                          | 356 – 330 mm                                                                      | 350 – 70 mm                                                        | 320 – 145 mm                                                                 | 280 mm                                                              |
| Fedélzeti páncélzat                                                  | 159 – 95 mm                                                                       | 95 – 50 mm                                                         | 120 – 50 mm                                                                  | 162 – 90 mm                                                         |
| Fő lövegtornyok páncélzata                                           | Homlok: 406 mm, oldal: 280–229 mm, hátul: 229, tető: 184 mm, barbetta: 381–305 mm | Homlok: 360 mm, oldal: 200 mm, tető: 150 mm, barbetta: 350 –200 mm | Homlok: 360 mm, oldal: 220 mm, hátul: 320 mm, tető: 130 mm, barbetta: 340 mm | Homlok: 350 mm, oldal: 200 mm, tető: 200 mm, barbetta: 350 – 280 mm |
| Fő fegyverzet                                                        | 9 x 406 mm L/45 BL Mk I ágyú                                                      | 9 x 283 mm L/54.5 SK C/34 ágyú                                     | 8 x 380 mm L/48 SK C/34 ágyú                                                 | 9 x 381 mm L/50 Ansaldo M1934 ágyú                                  |
| Fő fegyverzet lövedékének tömege                                     | 929 kg                                                                            | 336 kg                                                             | 800 kg                                                                       | 885 kg                                                              |
| Fő fegyverzet teljes sortüzének tömege                               | 8361 kg                                                                           | 3024 kg                                                            | 6400 kg                                                                      | 7965 kg                                                             |
| Másodlagos fegyverzet                                                | 12 x 152 mm L/50 BL Mk XXII                                                       | 12 x 149 mm SK C/28                                                | 12 x 149 mm SK C/28                                                          | 12 x 152 mm L/55 OTO 1936 ágyú                                      |
| Hajtómű teljesítménye                                                | 45 000 LE                                                                         | 160 100 LE                                                         | 138 000 LE                                                                   | 128 200 LE                                                          |
| Sebesség                                                             | 23 csomó                                                                          | 32 csomó                                                           | 29 csomó                                                                     | 30 csomó                                                            |

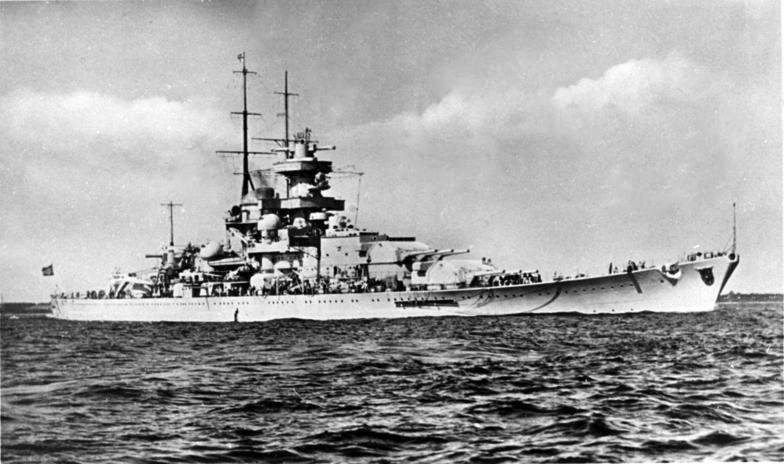
A Scharnhorst osztályú Gneisenau német csatacirkáló.
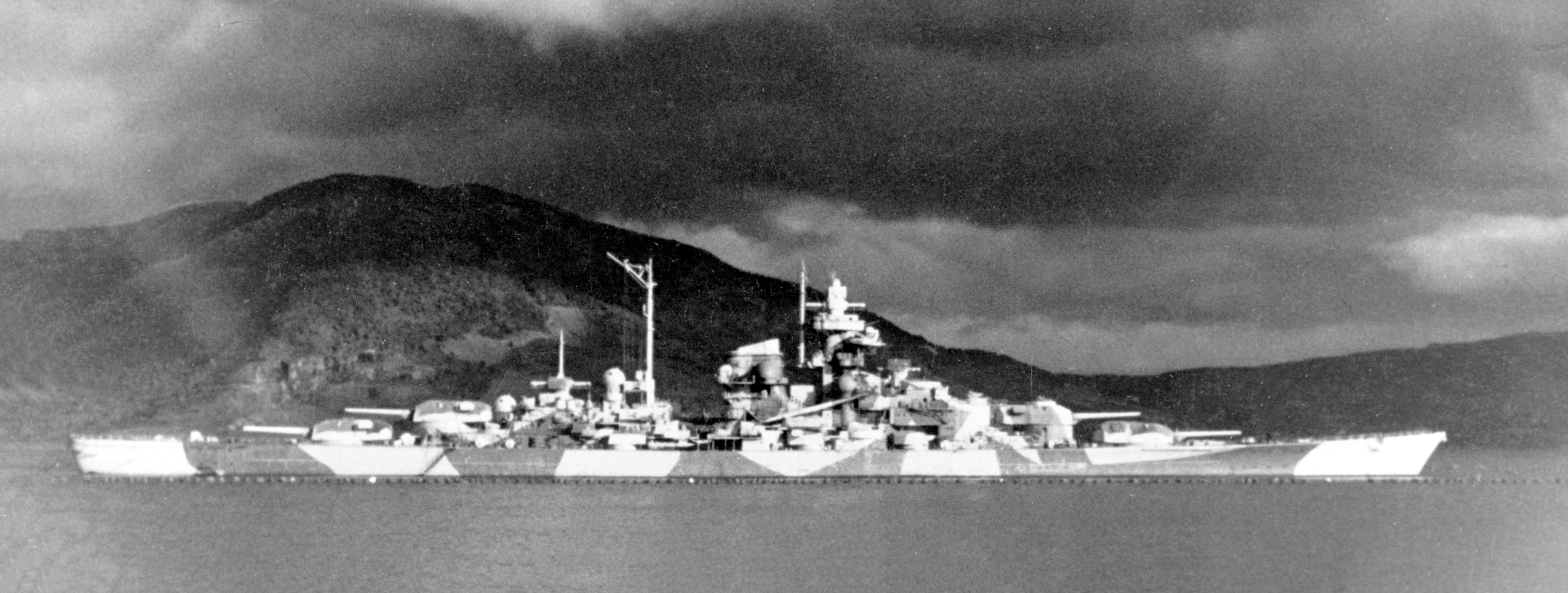
A Bismarck osztályú német Tirpitz csatahajó.
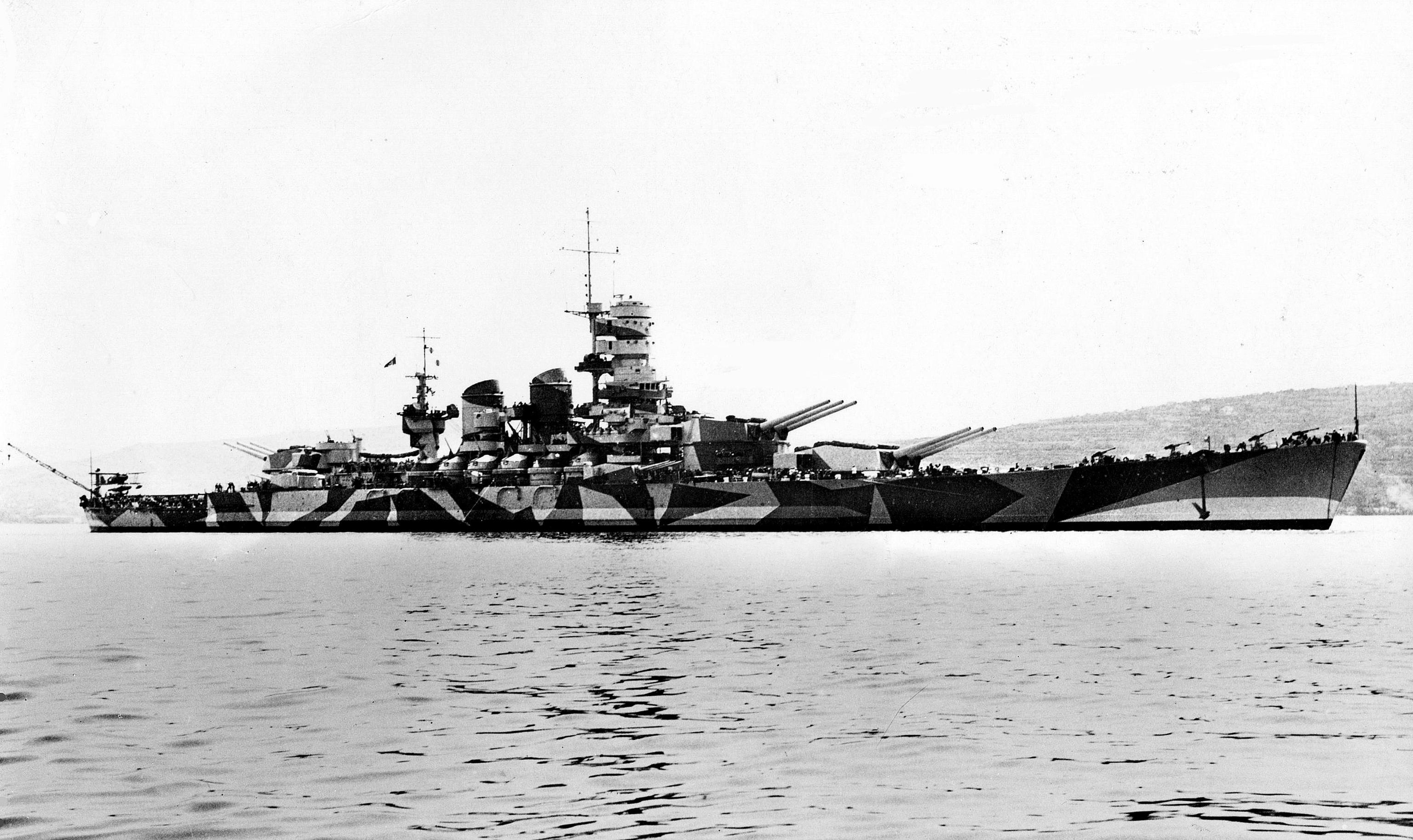
A Vittorio Veneto osztályú olasz Roma csatahajó.

### Fegyverzet

#### Fő fegyverzet
A Nelson típus a fő fegyverzetét képező 406 mm-es L/45 BL Mk I típusú ágyúit és ezek lövegtornyait szintén G3 osztálytól örökölte. Újdonság volt a fő fegyverzet esetében a háromágyús tornyok alkalmazása. Ezeket A, B és X toronynak nevezték, a G3 és az N3 osztályokkal ellentétben a harmadik, az X jelű is a hajó elejére került, még az előbbi tervezett típusoknál középen, a parancsnoki torony és a kémény között kapott volna helyet. Az ágyútornyok az addigi legnagyobb méretű és tömegű (egyenként 1503.7 tonnás) ilyen szerkezetek voltak. A 9 darab 406 mm-es ágyú az akkor létező legnagyobb tűzerejű csatahajókká tette a Nelson osztályt. A 406 mm L/45 BL Mk I löveg eltért a korábbi brit típusoktól, melyek a lehető legnehezebb lövedéket tüzelték, alacsonyabb kezdősebesség mellett. A Director of Naval Ordnance, a haditengerészeti tüzérség igazgatója az első világháborús kapituláció után brit kézbe került német nehéz hajóágyúkkal való kísérletek után arra a, mint utólag kiderült téves következtetésre jutott, hogy helyesebb a Kaiserliche Marine gyakorlatát követve nagyobb kezdő sebességgel kilőtt könnyebb lövedékeket alkalmazni, mert ezek hatékonyabb páncéltörő fegyverek. Későbbi kísérletek cáfolták ennek az elméletnek a helyességét. Valójában a 406 mm L/45 BL MK I ágyúk alig múlták felül a korábbi, összesen 16 darab brit csatahajó és csatacirkáló fő fegyverzetét képező, kiválóan sikerült 381 mm L/42 lövegek teljesítményét. A gondokat tetézte, hogy az HMS Nelson és az HMS Rodney számára összesen legyártott 29 darab ilyen típusú ágyúnál kétféle huzagolást (Mk I, Mk II) is használtak, így gyakran egy lövegtornyon belül is eltértek az egyes ágyúk tulajdonságai. A lövegeket négy cég gyártotta: a Sir W. G. Armstrong Whitworth & Company, Elswick, a Vickers Barrow-in-Furness-ben, a William Beardmore & Company, Dalmuir-ban és a Royal Gun Factory Woolwich-ben.
| A Nelson osztály fő fegyverzete    | |                               |                                                             |
| ---------------------------------- | --- | ----------------------------- | ----------------------------------------------------------- |
| 1. Lövegtorony típusa              | Mk I | 13. Ágyú tervezésének éve     | 1922                                                        |
| 2. Lövegtorony tömege              | 1503.7 t | 14. Ágyú szolgálatba állítása | 1927                                                        |
| 3. Lövegtorony homlokpáncélzata    | 406 mm | 15. Ágyú űrmérete             | 406 mm                                                      |
| 4. Lövegtorony oldalpáncélzata     | 280 – 229 mm | 16. Ágyú kaliberhossza        | L/45                                                        |
| 5. Lövegtorony tetőpáncélzata      | 184 mm | 17. Ágyú tömege               | 109.7 t                                                     |
| 6. Lövegtorony barbetta-páncélzata | 381 – 305 mm | 18. Ágyú teljes hossza        | 18.852 m                                                    |
| 7. Magassági szög                  | (–3°)~(+40°) | 19. Ágyú huzagolásának hossza | Mk I: 14.909 m Mk II: 14.959 m                              |
| 8. Csőemelkedés sebessége          | 10°/s | 20. Ágyú tűzgyorsasága        | 1.5 lövés / perc                                            |
| 9. Oldalszög                       | "A" lövegtorony: (+149°)~(–149°), "B" lövegtorony: (+165°)~(–165°), "X" lövegtorony: (+60°, +130°)~(–60°, -130°) | 21. Lövedék tömege            | AP Mark IB (páncéltörő): 929 kg, HE (repeszromboló): 929 kg |
| 10. Lövegtorony forgási sebessége  | 4°/s | 22. Lövedék kezdősebessége    | Mk I huzagolás: 788 m/s, Mk II huzagolás: 797 m/s           |
| 11. Töltési szög                   | +3° | 23. Ágyúcső élettartama       | 200 – 250 lövés                                             |
| 12. Ágyú típusa                    | 406 mm L/45 BL Mk I                                                                                              | 24. Lőszerkiszabat / cső      | 95 db páncéltörő, 10 db repeszromboló                       |

| A 406 mm-es L/45 BL Mk I ágyú páncélátütése |                   |                        |
| ------------------------------------------- | ----------------- | ---------------------- |
| 1. Lőtáv                                    | 2. Oldalpáncélzat | 3. Fedélzeti páncélzat |
| 13 716 m                                    | 366 mm            | 50 mm                  |
| 18 288 m                                    | 310 mm            | 72 mm                  |
| 22 860 m                                    | 261 mm            | 99 mm                  |
| 27 432 m                                    | 224 mm            | 130 mm                 |
| 32 004 m                                    | 193 mm            | 165 mm                 |

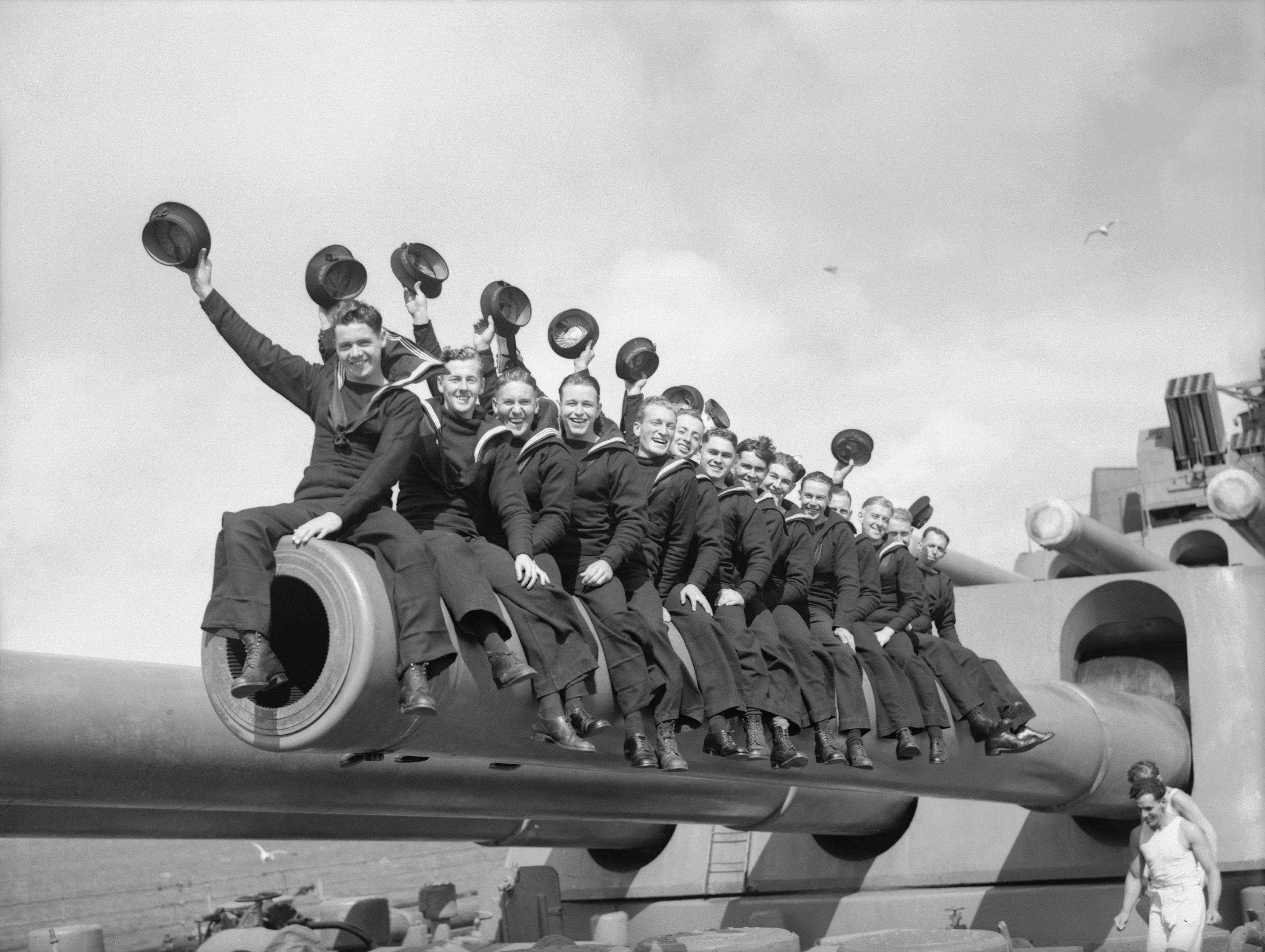
Az HMS Nelson brit csatahajó 406 mm-es lövegén pózoló tengerészek.
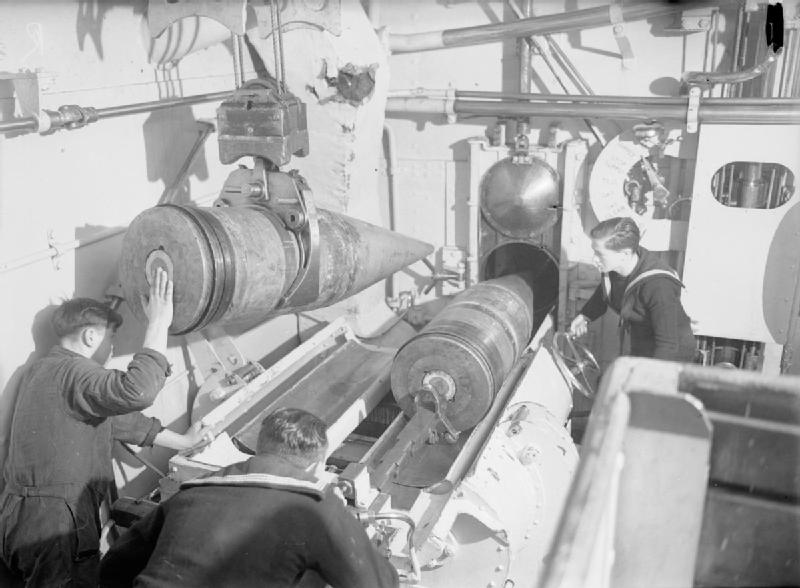
Az HMS Nelson brit csatahajó egyik 406 mm-es ágyújának töltése 1940-ben.
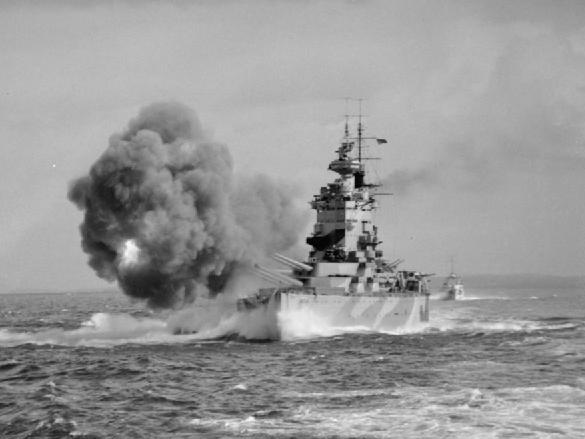
Az HMS Nelson brit csatahajó lőgyakorlaton 1942-ben.
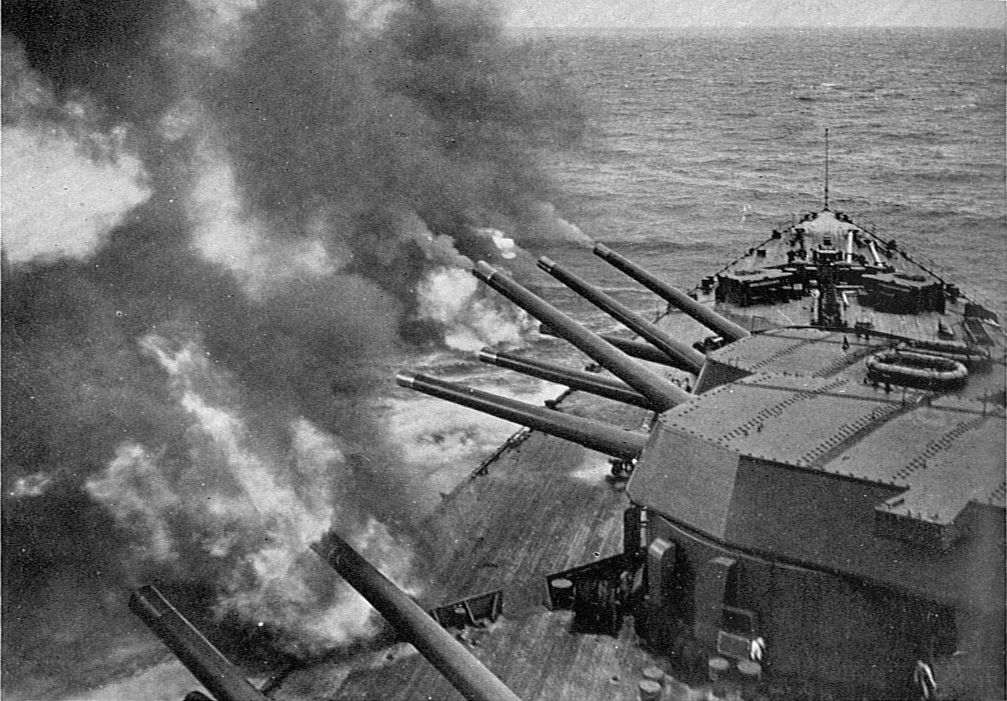
Az HMS Rodney brit csatahajó 406 mm-es ágyúinak sortüze 1936-ban, lőgyakorlaton.
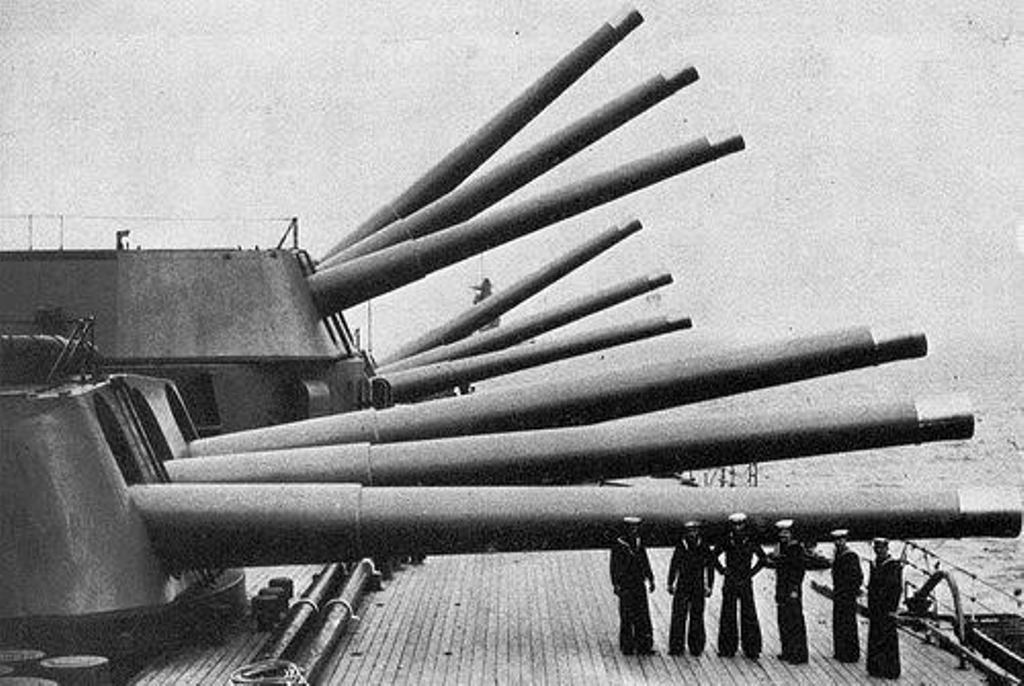
Az HMS Rodney brit csatahajó fő lövegtornyai. A kolosszális méreteket jól érzékeltetik a fedélzeten álló tengerészek.
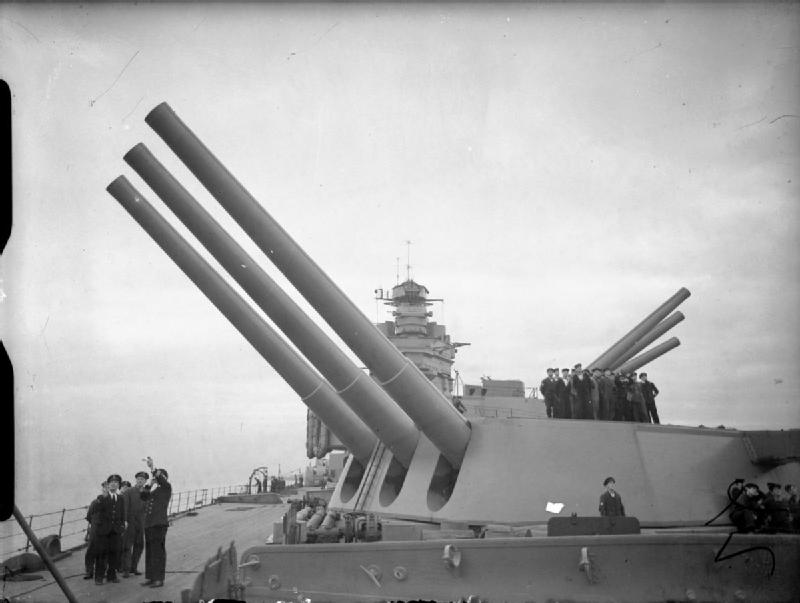
Az HMS Rodney brit csatahajó 406 mm-es ágyúi maximális csőemelkedésnél, 1940-ben.
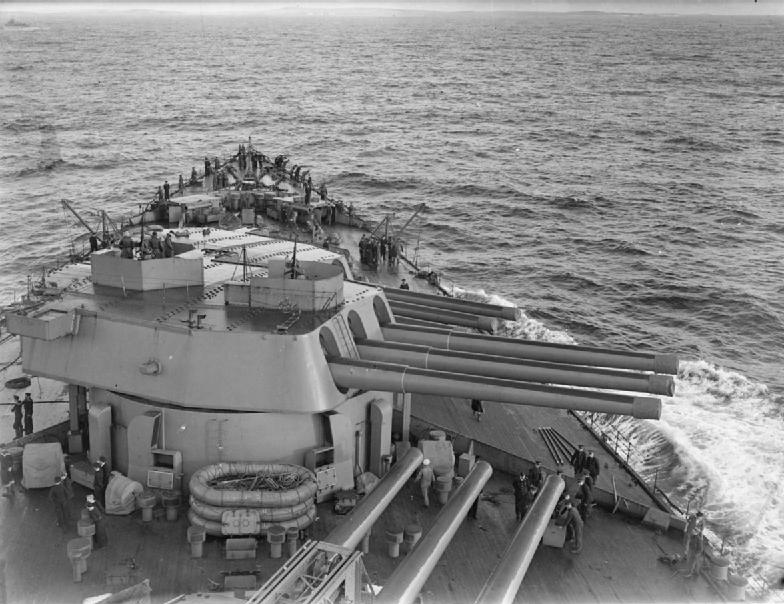
Az HMS Rodney brit csatahajó fő lövegtornyai 1940-ben.
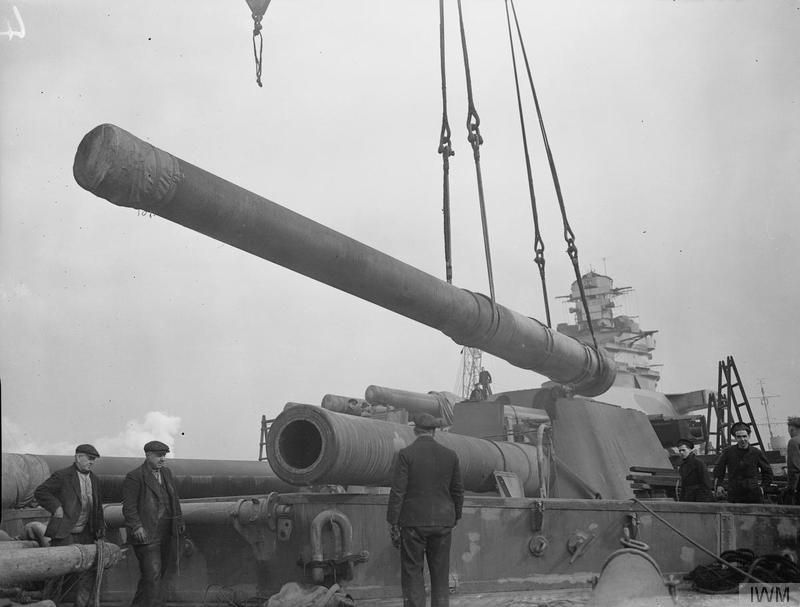
406 mm-es ágyú cseréje a brit HMS Rodney csatahajó fedélzetén 1942-ben.
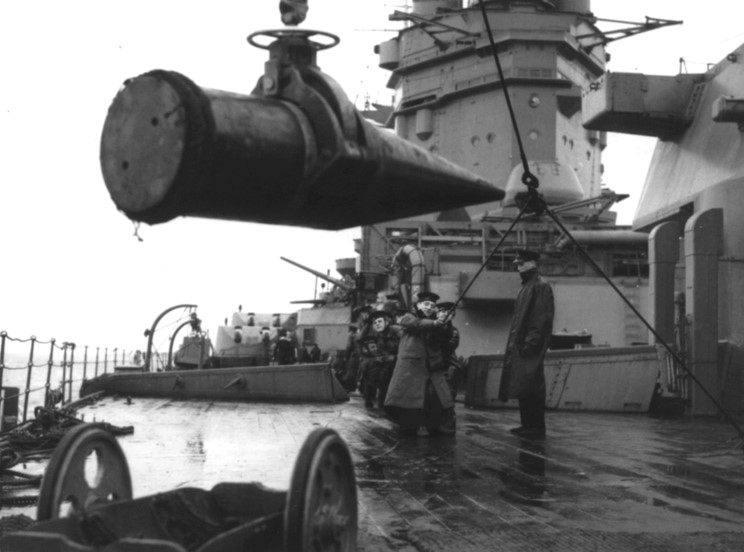
406 mm-es lövedék rakodása az HMS Rodney brit csatahajó fedélzetén.
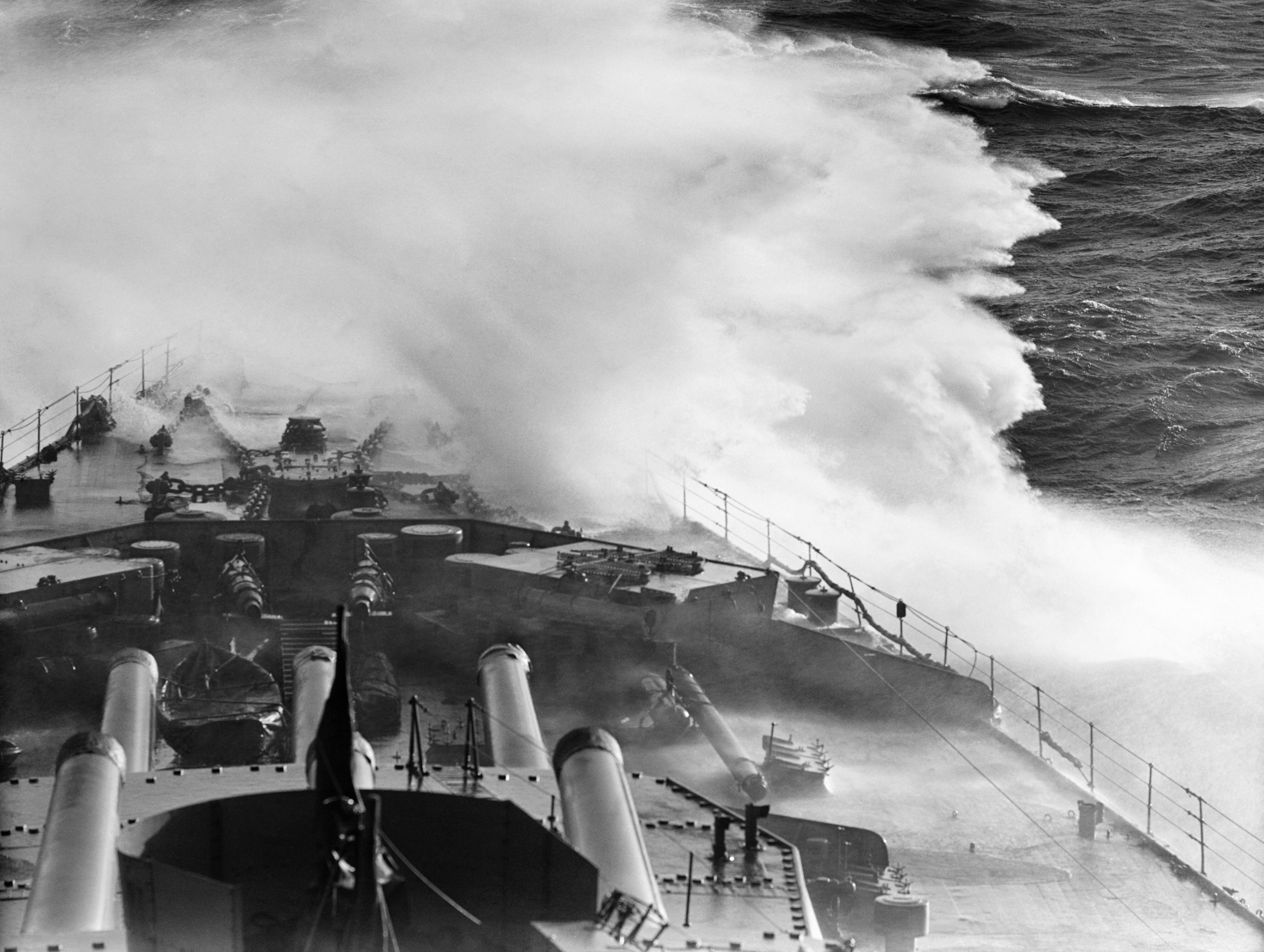
Az HMS Rodney brit csatahajó fedélzete és elülső lövegtornyai viharos tengeren.

#### Másodlagos fegyverzet
A Nelson típus a másodlagos fegyverzetét képező 152 mm-es L/50 BL Mk XXII típusú ágyúit és ezek lövegtornyait szintén G3 osztálytól örökölte. Komoly előrelépést jelentett, hogy a korábbi kazamatás elrendezés helyett ezek már hat egyenként kétlöveges, könnyű páncélzatú toronyban kerültek elhelyezésre. Kevesebb ágyúval a kazamatáknál kedvezőbb tüzelési szektor miatt nagyobb hatékonyságot értek el. A BL Mk XXII típust 1921-ben tervezték, szolgálatba 1926-tól állt. Az ágyú tömege 9157.1 kg volt, ez a későbbi változatánál 9168 kg-ra nőtt, hossza 7.866 m. A tűzgyorsaság 5 lövés/perc. A CPBC Mark XXVB típusú lövedék tömege 45.36 kg, az 1942-ben rendszeresített változaté már 50.8 kg. A lőszerkiszabás 100–150 lövedék ágyúnként. A cső élettartama 600 lövés, a lőtávolság 45°-os csőemelkedésnél 23 590 m. 1941. május 27-én az HMS Rodney összesen 716 darab 152 mm-es gránátot lőtt ki a német Bismarck csatahajóra annak elsüllyesztése során.
| A Nelson osztály másodlagos fegyverzete |                   |                             |                                                      |
| --------------------------------------- | ----------------- | --------------------------- | ---------------------------------------------------- |
| 1. Lövegtorony típusa:                  | Mark XVIII        | 10. Löveg kaliberhossza:    | L/50                                                 |
| 2. Lövegtorony tömege                   | 76.204 t          | 11. Löveg tömege:           | 9157.1 kg, majd 9168 kg                              |
| 3. Magassági szög:                      | (–5°)~(+60°)      | 12. Löveg hossza:           | 7.866 m                                              |
| 4. Csőemelkedés sebessége:              | 8°/s              | 13. Löveg tűzgyorsasága:    | 5 lövés / perc                                       |
| 5. Oldalszög:                           | (+100°)~(–100°)   | 14. Lövedék tömege:         | CPBC Mark XXVB típus: 45.36 kg, CPBC (1942): 50.8 kg |
| 6. Lövegtorony forgási sebessége:       | 5°/s              | 15. Lőszerkiszabat/cső:     | 100 db, max. 150 db                                  |
| 7. Töltési szög:                        | +5°               | 16. Löveg élettartama:      | 600 lövés                                            |
| 8. Löveg típusa:                        | BL 6-inch Mk XXII | 17. Maximális lőtávolság:   | 23 590 m 45° csőemelkedésnél                         |
| 9. Löveg űrmérete:                      | 152.4 mm          | 18. Lövedék kezdősebessége: | 898 m/s                                              |

#### Légvédelem
A légvédelmet egyrészt a hat darab 120 mm L/40 QF Mk VIII típusú ágyú jelentette, ez azonban a második világháború színvonalán már kevésnek és gyengének bizonyult. Másrészt a két csatahajó légvédelmi gépágyúkkal is el volt látva, melyek száma a háború alatt folyamatosan nőtt. Még 1927-ben csak 4 db 47 mm L/40 3pdr Hotchkiss Mk I, és 8 db 40 mm L/39 2pdr QF gépágyúval rendelkeztek, addig az HMS Nelson 1945-ben már 48 darab 40 mm-es QF 2-pdr AA (6 nyolccsövű platformon) gépágyúval, valamint 16 darab további 40 mm-es és nem kevesebb, mint 61 darab 20 mm-es gépágyúval volt felszerelve.

#### Torpedófegyverzet
A 2 db 24.5 hüvelykes (622 mm) Mk.I. típusú torpedóvetőcső a vízvonal alatt került beépítésre, 12 darab torpedóval. A torpedófegyverzet egyébként csatahajón teljesen feleslegesnek tekinthető. A brit jelentések alapján 1941, május 27-én a német Bismarck elsüllyesztésekor az HMS Rodney torpedókat is kilőtt az ellenséges csatahajóra, s állítólag egy találatot el is ért. Amennyiben ez igaz, akkor ez volt az egyetlen eset a hadtörténelemben, hogy egy csatahajó torpedótalálatot ért el egy másikon.

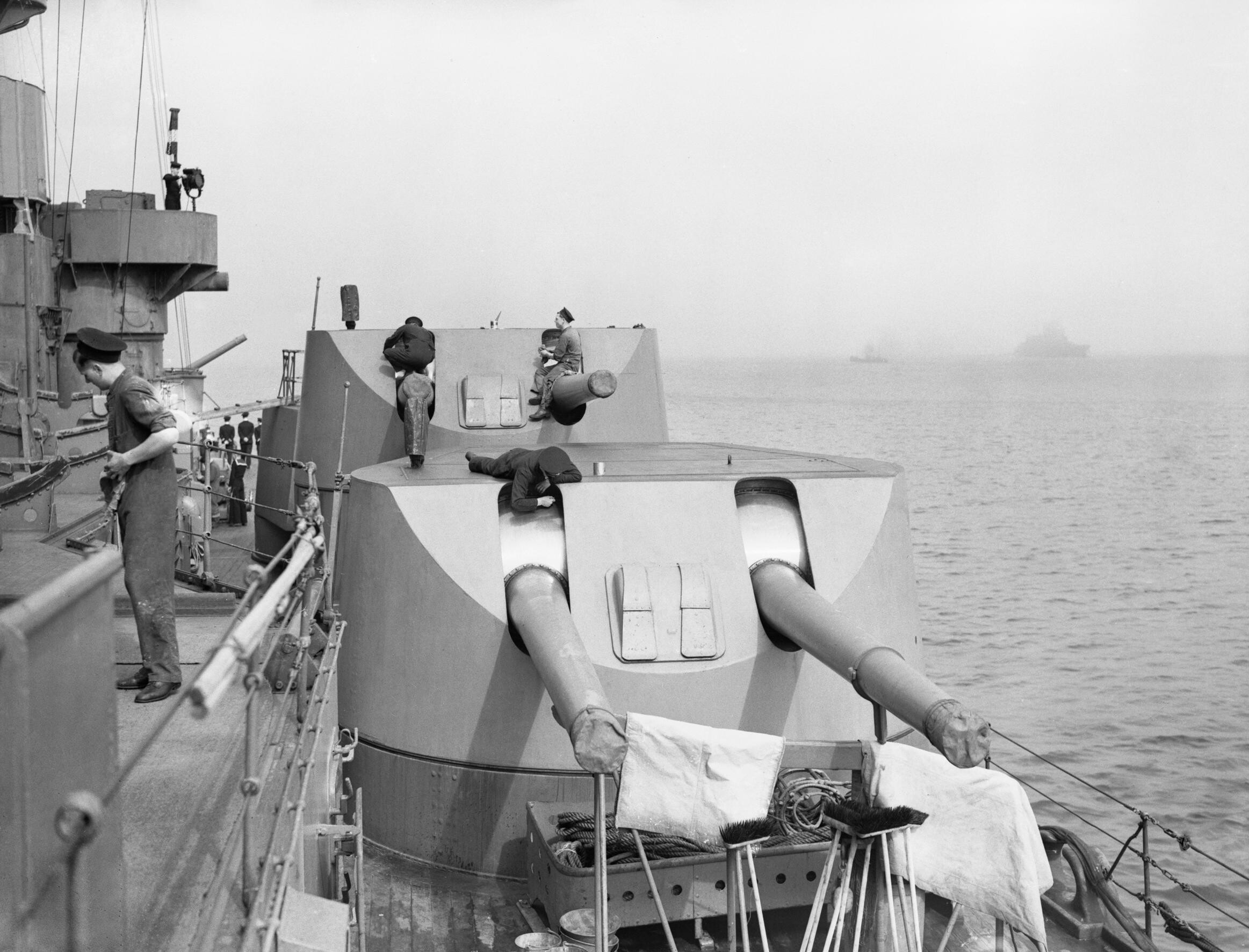
Az HMS Rodney brit csatahajó másodlagos fegyverzetét képező 152 mm L/50 BL Mk XXII típusú ágyúk és lövegtornyaik.
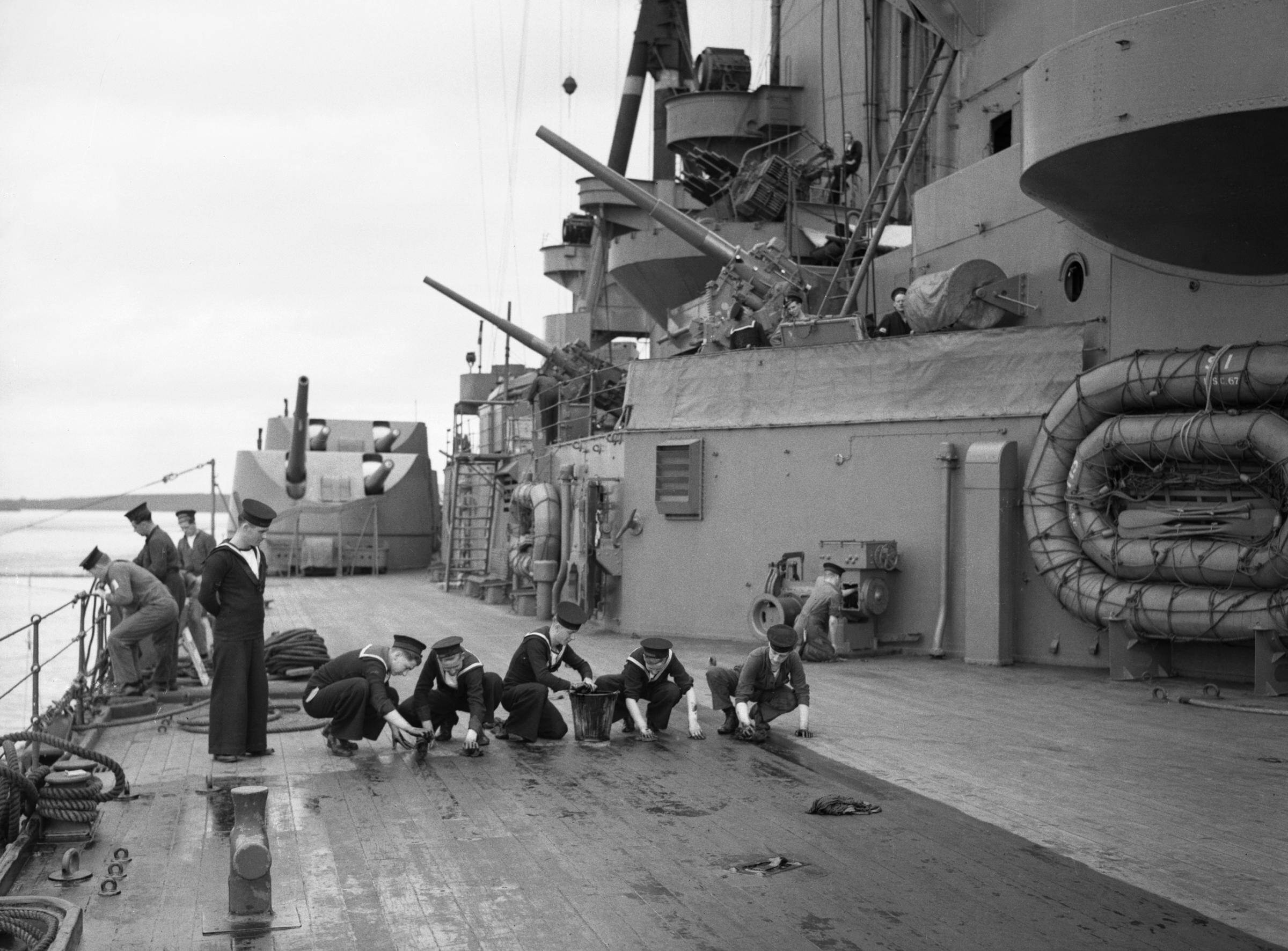
Az HMS Rodney brit csatahajó 1940-ben. Jól megfigyelhetőek a másodlagos fegyverzet 152 mm-es L/50 BL Mk XXII ágyúi és lövegtornyaik, a 120 mm-es L/40 QF Mk VIII légvédelmi ágyúk, valamint a fedélzetet súroló matrózok.
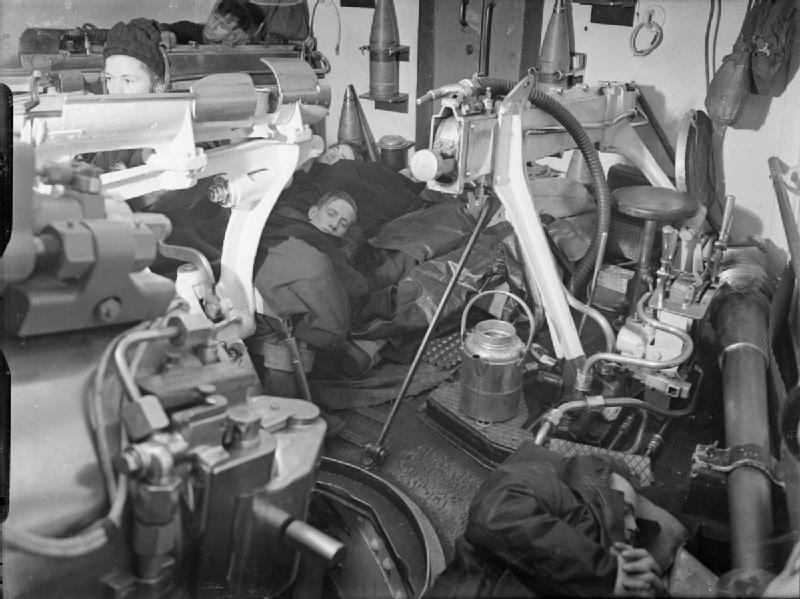
Az HMS Rodney brit csatahajó egyik 152 mm-es ikerágyús lövegtornyának belseje 1940-ben.
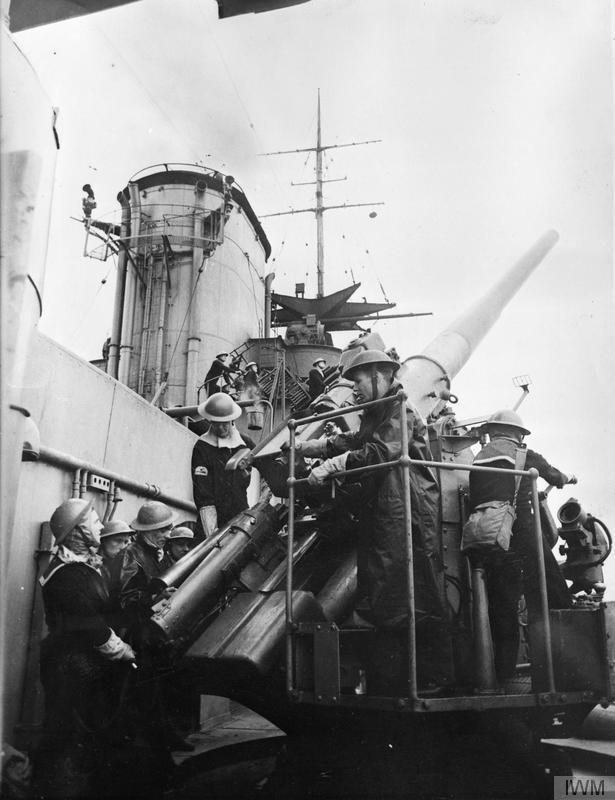
Az HMS Rodney brit csatahajó egyik 120 mm L/40 QF Mk VIII típusú légvédelmi ágyúja és annak kiszolgáló személyzete.
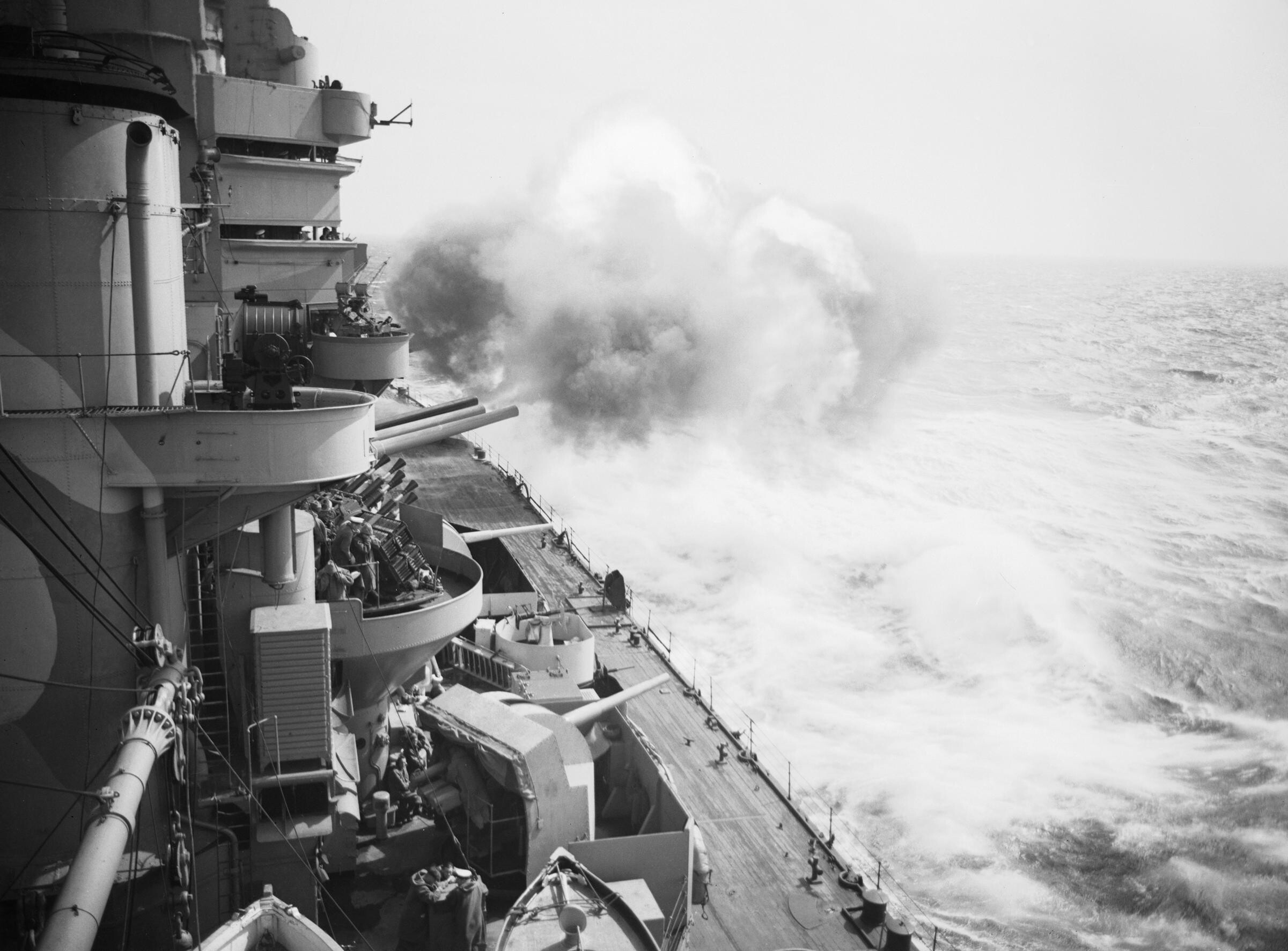
Az HMS Rodney brit csatahajó lőgyakorlaton 1943-ban. Megfigyelhető, hogy a 120 mm-es L/40 QF Mk VIII légvédelmi ágyúk már lövegpajzzsal vannak ellátva.
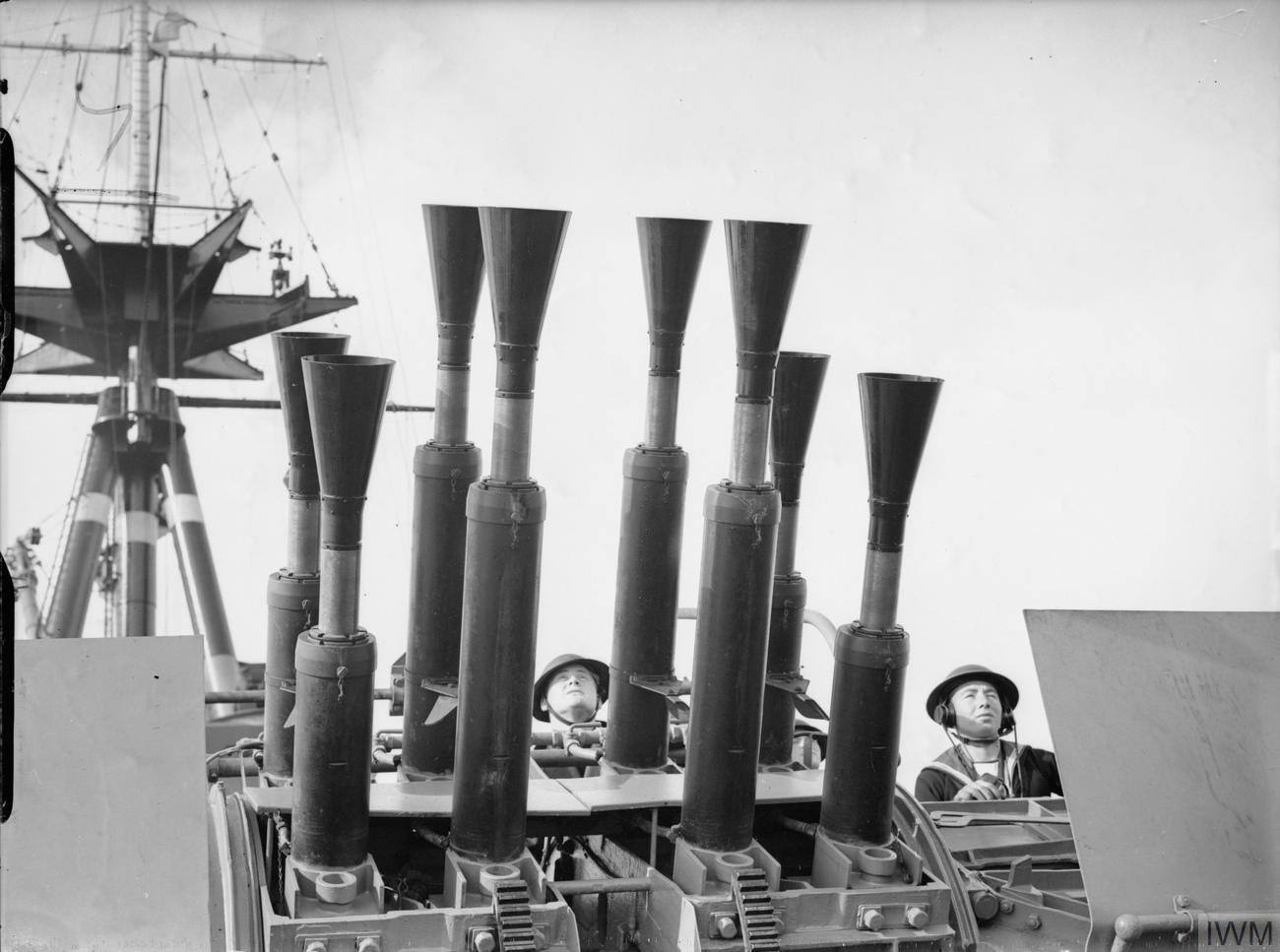
Nyolccsövű QF 2-pounder típusú 40 mm-es légvédelmi gépágyú az HMS Rodney fedélzetén.
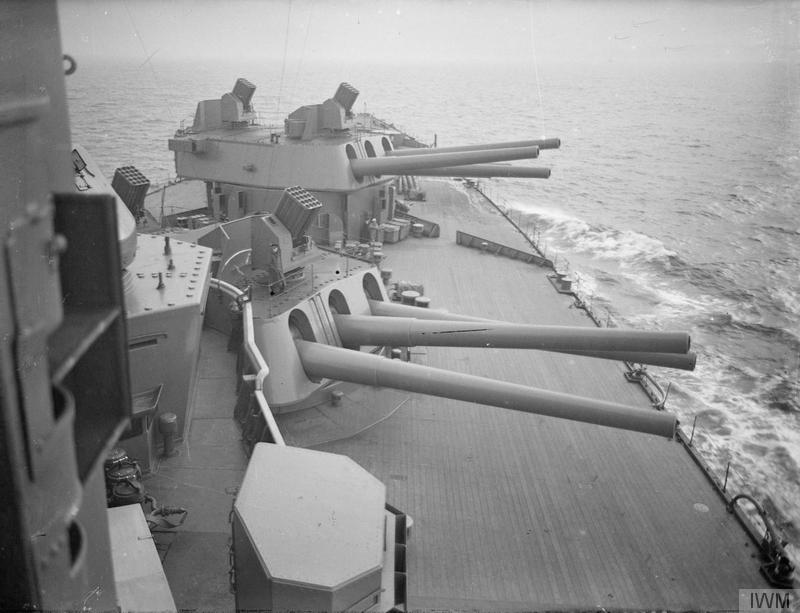
UP (unrotated projectile) típusú, a gyakorlatban sikertelennek bizonyult, így csak a II. világháború legelején használt rakétavetők az HMS Nelson csatahajó B és X lövegtornyán, 1940-ben.
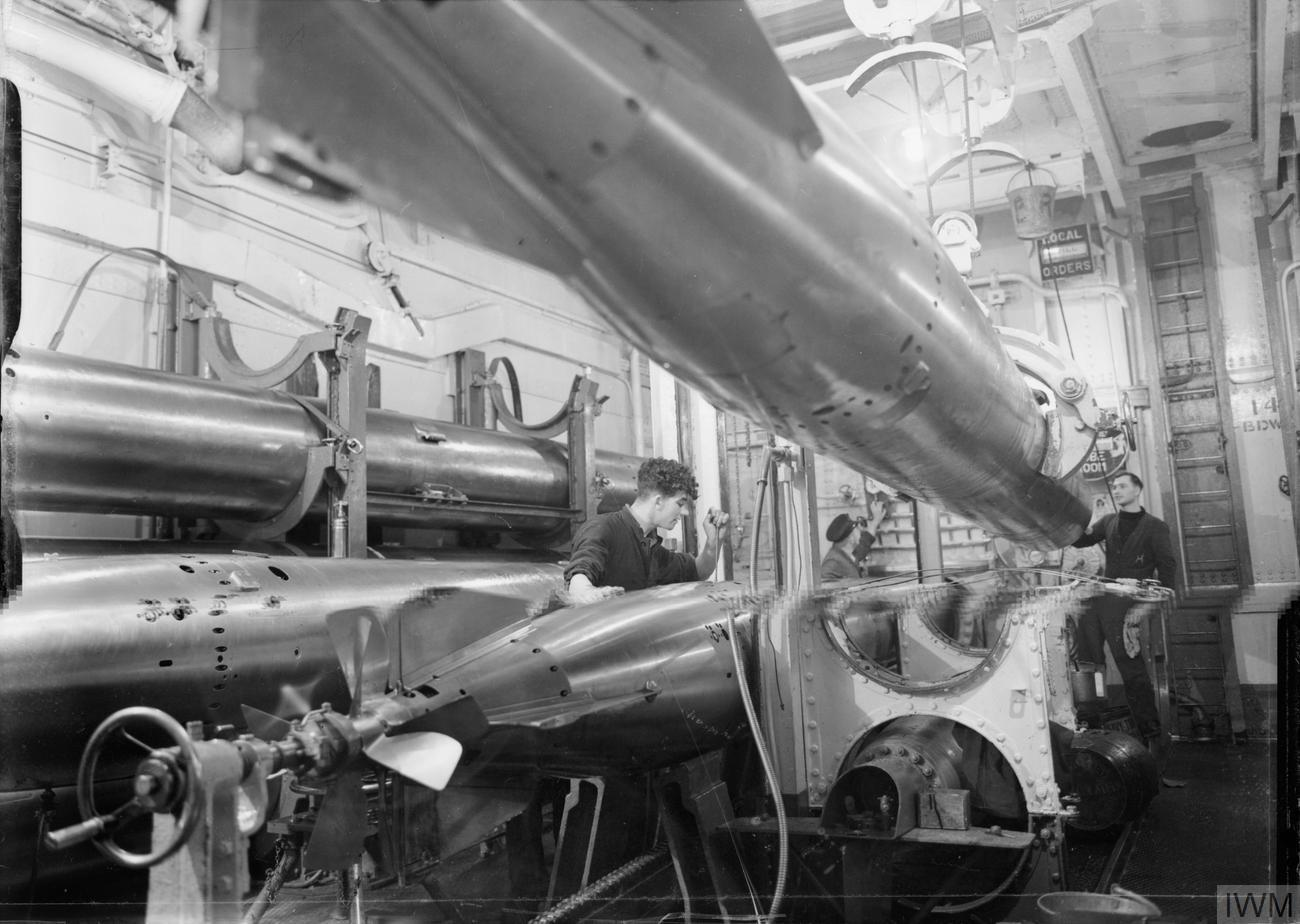
Az HMS Rodney brit csatahajó torpedóterme.

### Tűzvezetés
A Nelson osztály csatahajóin két tűzvezető központ (director-control tower, DCT) volt a fő fegyverzet számára, egy magasan a torony tetején, a másik a főárboc mögött, ezek később egy-egy Type 274 radarral is rendelkeztek. Mindkét DCT központ irányíthatta mind a három fő lövegtornyot, melyek mindegyike saját távmérővel is rendelkezett. Külön távmérők szolgálták ki a másodlagos és a légvédelmi tüzérséget. A Nelson osztály csatahajóit szerelték fel szolgálatba állításukkor a brit nehéz egységek közül elsőként az új típusú Admiralty Fire Control Table Mk I (AFCT) elektromechanikus analóg tűzvezető számítógép rendszerrel, amellyel a fő fegyverzet tűzvezetését végezték. Az AFCT a korábbi, Sir Frederic Charles Dreyer (1878–1956) irányításával kifejlesztett Dreyer Fire Control Table-t és az Arthur Joseph Hungerford Pollen (1866–1937) tervezte Argo Clock, szintén elektromechanikus, analóg számítógépeket váltotta. Az AFCT egy egyszerűbb változata, az Admiralty Fire Control Clock (AFCC) a három fő lövegtorony helyi és a másodlagos fegyverzet tűzvezetését végezte. A légvédelmi fegyverzet tűzvezetése 1931 után a High Angle Control System (HACS) rendszeren alapult, ennek elemei egy analóg tűzvezető számítógép, valamint a High Angle Director Tower (HADT)- optikai távmérővel ellátott tűzvezetőállás, és a lőelemek meghatározását végző High Angle Calculating Position (HACP), majd radarberendezés is. 1938-ban az HMS Sheffield nagyméretű könnyűcirkáló után a Royal Navy hajói közül az HMS Rodney csatahajót szerelték fel másodikként Type 79Y típusú, repülőgépek észlelésére szolgáló radarral. Az osztály két egységét ezután folyamatosan látták el a legkorszerűbb brit radarberendezésekkel.

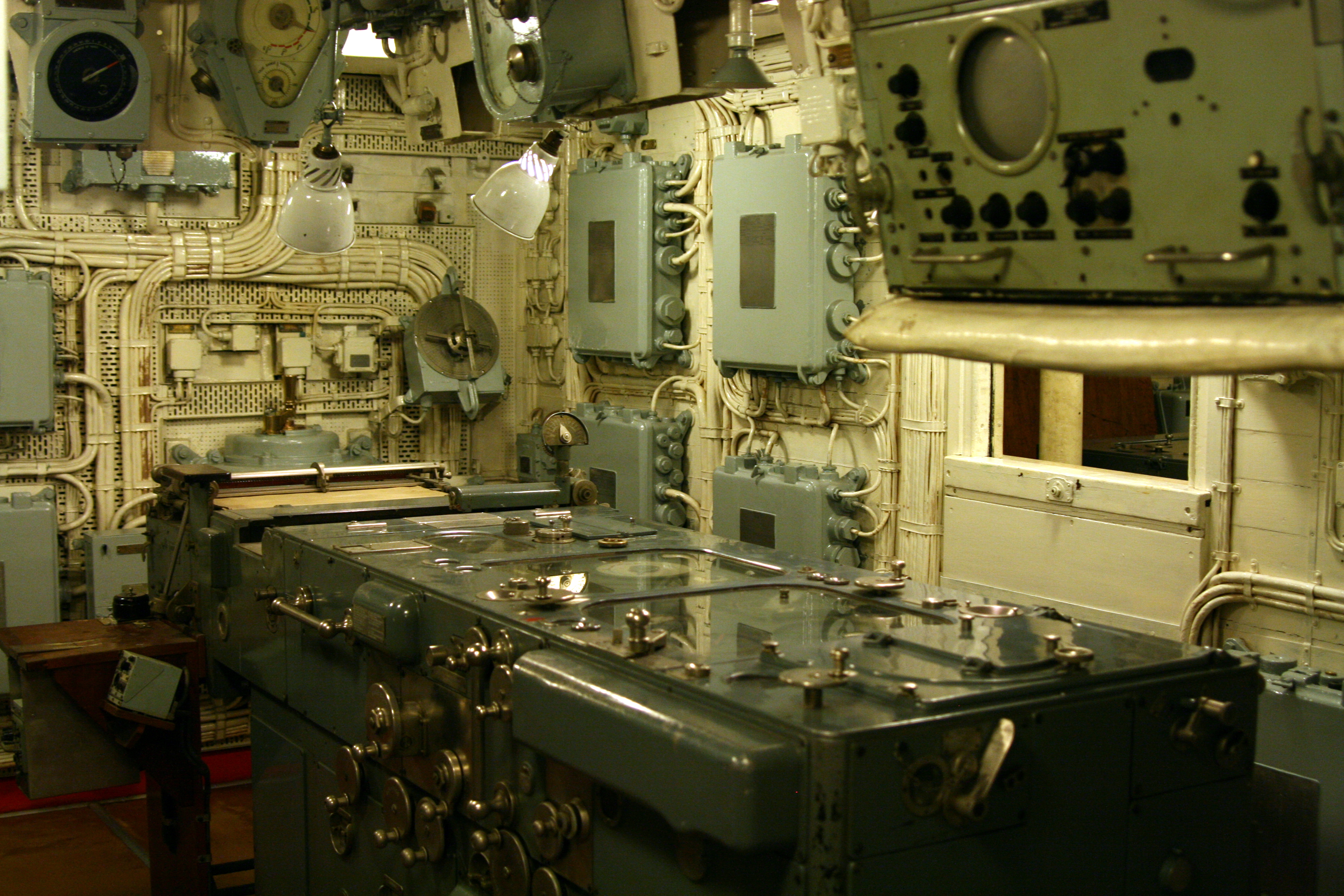
Admiralty Fire Control Table (AFCT) elektromechanikus analóg tűzvezető számítógép az HMS Belfast brit cirkáló fedélzetén. A berendezés első, Mk I változata a Nelson osztály csatahajóin került először alkalmazásra 1927-től.
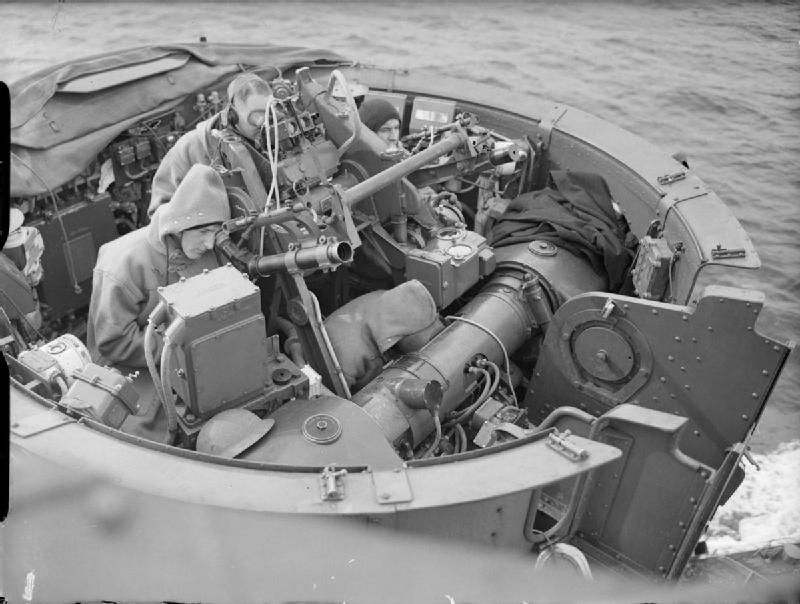
High Angle Director Tower (HADT) légvédelmi tűzvezetőállás az HMS King George V. csatahajó fedélzetén. A berendezés a Nelson osztály hajóin is szolgált.

### Páncélzat, torpedóvédelem
A Nelson osztálynál alkalmazták először az amerikai Nevada típusú csatahajóknál bevezetett "all or nothing" rendszerű páncélzatot, ez azt jelentette, hogy a hajó létfontosságú részeit a lehető legvastagabb páncélzat védte, még a lényegtelen területek minimális vértezetet sem kaptak. Nemcsak a páncélzat vastagsága, hanem felépítése és tagolása is kiváló. A rendkívül erős fedélzeti páncélzat a nagy távolságból kilőtt, meredeken becsapódó nagy kaliberű gránátok ellen nyújtott védelmet, a brit Admiralitás az első világháború harci tapasztalatai, a tűzvezetés fejlődése, a hatásos lőtávolság növekedése következtében tartotta szükségesnek alkalmazását. Az HMS Hood csatacirkáló egy, a Bismarck csatahajó által 16 650 méter távolságról kilőtt, meredeken becsapódó 380 mm-es, 800 kg-os páncéltörő gránát áldozata lett, mely átütötte gyenge fedélzeti páncélzatát, s felrobbantotta lőszerraktárát, ilyen katasztrófa a Nelson osztály hajóival már nem fordulhatott volna elő. A 72°-ban döntött övpáncél a hajótest belsejébe került, ez strukturálisan nagyobb szilárdságot biztosított. A brit csatahajók nehéz páncéllemezeinek minősége a legkiválóbbnak tekinthető.
A hajótest összesen 22, válaszfalakkal egymástól vízmentesen lezárt rekeszre volt osztva, kompartmentalizációja kiválónak tekinthető, és teljes kettős hajófenékkel rendelkezett, ez biztosította a hajó úszóképesség-megőrző tulajdonságát súlyos sérülés esetén, e mellett az esetleges vízbetörés eltávolítására erős és hatékony nagy teljesítményű szivattyúrendszer is beépítésre került. A Nelson osztályú csatahajók övpáncélja az „A” lövegtorony barbettája és másodlagos fegyverzet lőszerraktára között 117 méter hosszan, 3.96 méter szélességben nyúlt el. Ez alatt 3.05-3.7 méterre a hajó oldalfalai mögött, a test belsejében 38 mm vastag páncéllemezből készült torpedófal helyezkedett el. Ennek a rendszernek ellen kellett állnia egy 340 kg TNT robbanófejű torpedónak. Az övpáncél és az azt elölről lezáró 305 mm-es és hátulról lezáró 254 mm-es maximális vastagságú páncéllemezből készült keresztválaszfalak alkották a központi citadellát. Ennek tetején feküdt a lőszerraktárak fölött 159 mm, a hajógépek fölött 95 mm vastag, széleinél az övpáncél peremére hajló fő páncélfedélzet. Már a központi citadellán kívül, a fő páncélfedélzet alatt egy szinttel a hajóorr felé 102, 76, majd 64 mm-re vékonyodó, a tatnál pedig 102 mm-es volt a vértezet. A fő lövegtornyok barbettáit oldalról 381 mm-es, elölről és hátolról 305 mm-es páncélzat védte. A fő lövegtornyok homlokpáncélja 406 mm, oldalpáncélzata 280–229 mm, hátsó fala 229 mm, teteje pedig 184 mm vastag vértezettel rendelkezett. A híd harcálláspontját elölről 356 – 305 mm, hátul 254 mm, a tetejét 165 mm, alját 102 mm, kommunikációs csövét 152 mm vastag páncélzat borította. A másodlagos fegyverzet vértezete, barbetták: 25 mm, lövegtornyok: 38 –25 mm.

A brit Nelson osztályú csatahajók, az HMS Nelson és az HMS Rodney páncélzatának felépítése.
A brit Nelson osztályú csatahajók páncélzatának felépítése a 117. hajóbordánál.
A brit Nelson osztályú csatahajók páncélzatának felépítése a 190. hajóbordánál.
A brit Nelson osztályú csatahajók páncélzatának felépítése a 232. hajóbordánál.
A brit Nelson osztályú csatahajók páncélzatának felépítése a 253. hajóbordánál.
A brit Nelson osztályú csatahajók páncélzatának felépítése a 275. hajóbordánál.
A brit Nelson osztályú csatahajók páncélzatának felépítése a 297. hajóbordánál, a tatnál.
A Nelson osztály tervezett erősített övpáncélja és torpedóvédelme, a hajó keresztmetszetében ábrázolva. Az 1938-ban született elképzelés a második világháború kitörése miatt nem valósult meg.
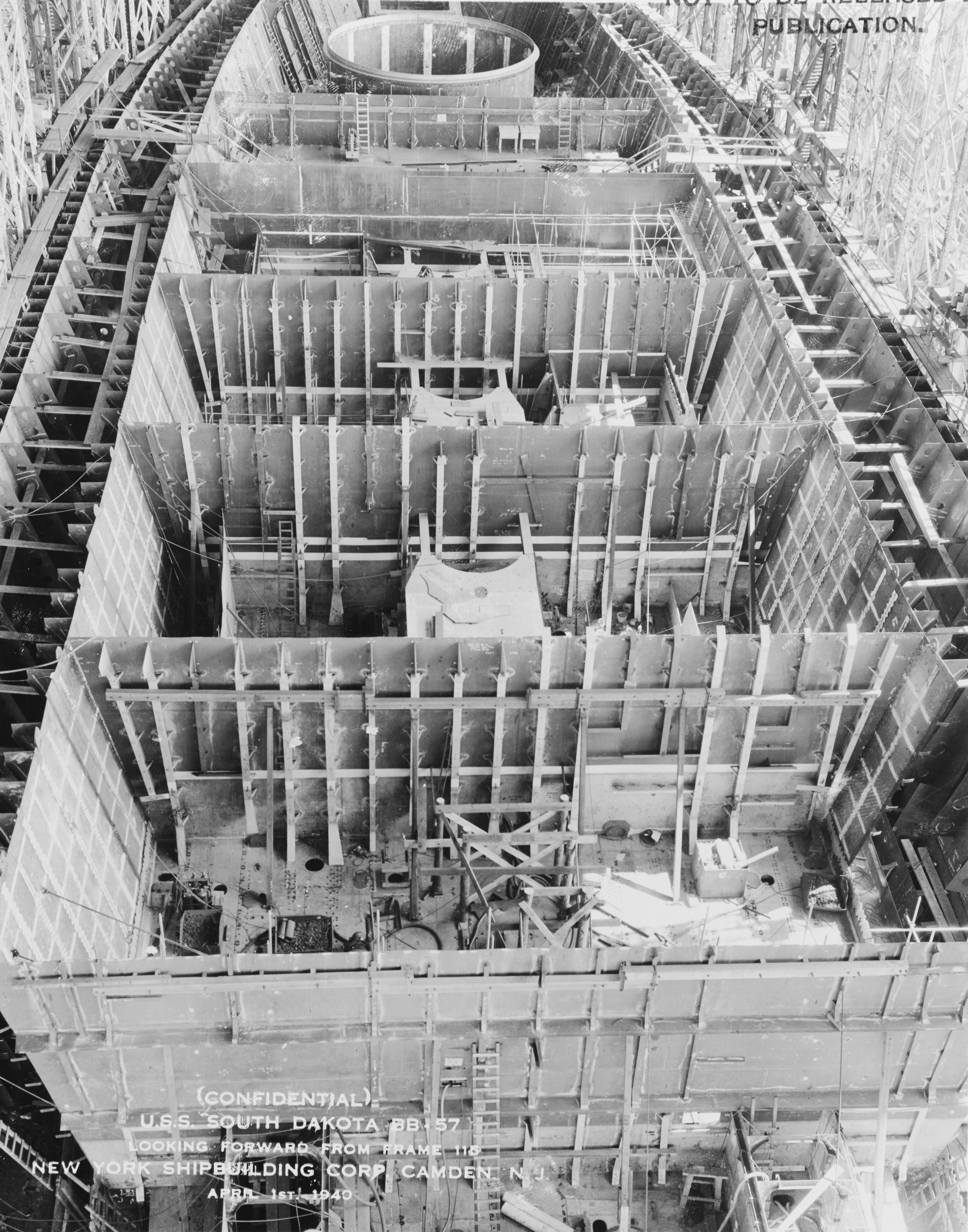
Az amerikai USS South Dakota (BB-57) csatahajó építés közben, 1940. április 1-én. A képen jól megfigyelhetőek a hajótestet vízmentes rekeszekre osztó keresztválaszfalak, ezek kulcsfontosságúak a felhajtóerő megtartásában sérülés esetén. Mint minden modern hadihajó, a Nelson osztály is így épült. A hajótest vízmentes terekre osztását kompartmentalizációnak nevezzük.

### Hajtómű
A hajók Brown-Curtis gőzturbinákkal és 8 Admiralty kazánnal rendelkeztek, a hajtómű teljesítménye 45 000 lóerő volt, ezzel két hajócsavart hajtottak. A maximális sebesség 23 csomó (43 km/h). Ez kétségkívül visszalépést jelentett a korábbi Queen Elizabeth csatahajó osztály 56 000 LE teljesítményéhez és 25.5 csomó sebességéhez képest. Még a Nelson 3805, addig a Rodney 3770 t olajat vihetett magával üzemanyagtartályaiban. A Nelson osztály esetében szokatlan volt a két hajócsavaros elrendezés, a brit csatahajóknál ezt megelőzően, s ezt követően szabványos négy csavar helyett.

### Összegzés
A Nelson osztály jelentős előrelépést jelentett a csatahajó építés történetében. Minden valós erénye ellenére gyengeségekkel is rendelkezett. Kritika érheti alacsony sebessége miatt, amiért a második világháborúban modern flottakötelékben már aligha volt használható. A tervezésnél a tűzerő és a páncélzat élvezett elsőbbséget. A washingtoni flottaszerződésben korlátozott vízkiszorítás miatt nem volt kivitelezhető a soha meg nem épült G3 osztályban megtestesülő, kiegyensúlyozott, ideális „gyors csatahajó” koncepciója, a Nelson osztálynál a nagyobb méretű elődtípussal hasonló színvonalú tűzerő és vértezet megtartása érdekében a nagy sebességet fel kellett áldozni. A két hajócsavaros elrendezése sokkal sérülékenyebb volt, mint a brit csatahajók esetében szokásos négyes, egy rendkívül szerencsés torpedótalálat akár mindkét csavart megrongálva mozgásképtelenné tehette a hajót. A 406 mm-es lövegek számos technikai problémával küzdöttek, igaz, korántsem annyival, mint a King George V. osztály 356 mm L/50 ágyúi, ezeket a gondokat 1939-re nagyjából sikerült kiküszöbölni. A fő fegyverzet három lövegtornyának a hajók elejére koncentrálása rontotta a harmadik, az "X" jelű torony ágyúinak kilövését, ezt részben ellensúlyozta "B" lövegtorony szokatlanul nagy tüzelési szektora. Ugyanakkor nem árt figyelembe venni, hogy az amerikai és japán csatahajók a taton, vagy a hajóközépen lévő vízi repülőgép indító katapultjai és az ezeket kiszolgáló daruk szintén jelentős mértékben korlátozták a fő tüzérség tüzelési szektorát. A Nelson osztály esetében a nehéz légvédelmi fegyverzet nem volt kielégítő. A hat darab 120 mm-es légvédelmi ágyú már kevésnek bizonyult a második világháború idején, az újabb, vagy modernizált brit csatahajók és csatacirkálók már 16 db 135 mm, vagy 20 darab 114 mm-es löveggel rendelkeztek. Technikailag minden további nélkül megoldható lett volna a nehéz légvédelmi fegyverzet cseréje, megerősítése, erre nézve tervek is születtek, de ezek lövegtornyainak időigényes beépítésére a háború idején nem volt reális lehetőség. Három elképzeléssel számoltak, az első szerint 12 db 135 mm-es, a második alapján 16 ilyen kaliberű, vagy 20 db 114 mm-es löveg jöhetett szóba. A gondot enyhítette a Royal Navy 16 darab korszerű Dido osztályú légvédelmi cirkálója, melyek közül egy-kettő rendszerint be volt osztva a csatahajó-kötelékek védelmére. Készültek tervek a Nelson osztály korszerűsítésére az 1930-as évek végén, ezeket azonban a második világháború kitörése keresztülhúzta, illetve az HMS Nelson esetében a háborút követően, de nem valósultak meg. Egyes visszaemlékezések szerint a hátul lévő torony erős szélben rontotta a hajók kormányozhatóságát és manőverezőképességét, de ezt több forrás cáfolja.
A Nelson osztály csatahajói, az HMS Nelson, és az HMS Rodney szükségmegoldásként születtek, mivel a washingtoni egyezmény megkötése már nem tette lehetővé a Royal Navy számára a korábban tervezett G3 típusú csatacirkálók és az N3 típusú csatahajók megépítését. Az egyezmény engedélyezte Nagy-Britannia számára egy két egységből álló, 406 mm-es lövegekkel felszerelt, a korlátozásoknak megfelelően 35 000 tonnásnál nem nagyobb csatahajóosztály megépítését az akkori világ legjobb csatahajói, az amerikai flotta Colorado és a japán haditengerészet Nagato osztályának ellensúlyozására. A tervezők jól oldották meg a feladatukat. Anthony Preston (1938–2004) brit hadtörténész véleménye szerint: "alaposan átgondolt hajók voltak, tükrözték az első világháború drágán megszerzett tapasztalatait", illetve: "nagyon jól védett és jól megtervezett hajóknak bizonyultak". Tűzerőben és páncélzat vonatkozásában valamennyi 1940-1941 előtt szolgálatba állított csatahajót egyértelműen felülmúltak, addig a legerősebb egységeknek tekinthetőek. A francia Dunkerque osztályú csatacirkálók és a Richelieu osztályú csatahajók fő lövegtornyaiknak a hajótest elején történő elhelyezése a Nelson osztály mintájára valósult meg, de az amerikai és a japán haditengerészet is tervezett hasonló elrendezésű csatahajókat, igaz ezek végül nem épültek meg. A hírneves brit Vickers cég a Design No. 873, egy a Nelson osztályhoz nagyon hasonló, de annál kisebb méretű csatahajó terveit fel is ajánlotta megvételre Japán számára.

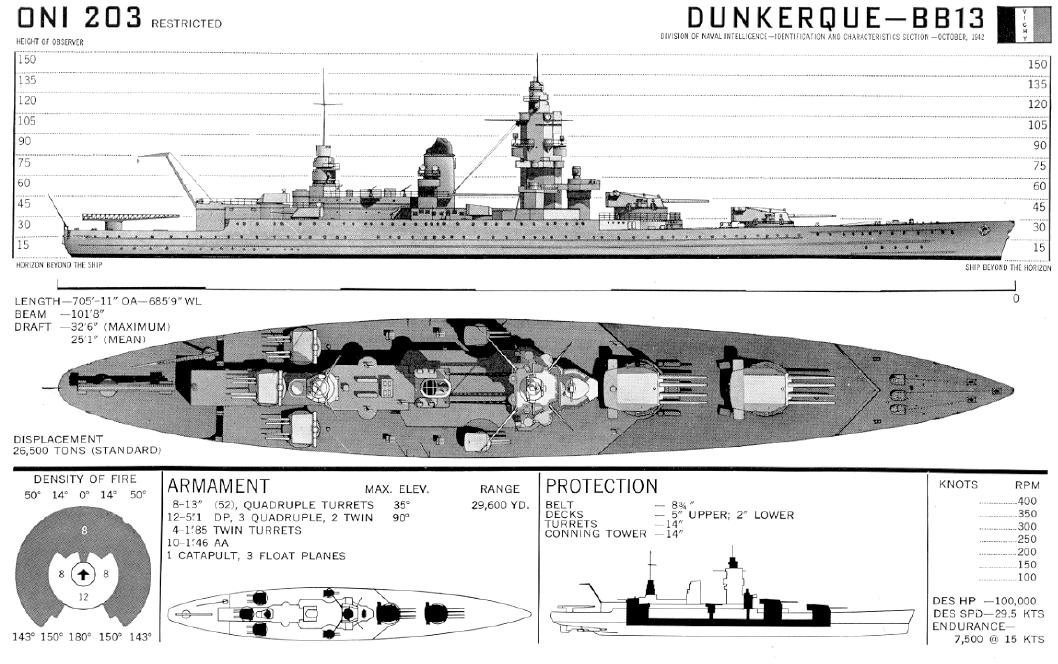
Az Office of Naval Intelligence (ONI) azonosítórajza a francia Dunkerque csatacirkálóról az amerikai hadihajók számára. A Dunkerque osztály két egységének fő fegyverzete a Nelson osztály mintájára került a hajótest elejére.
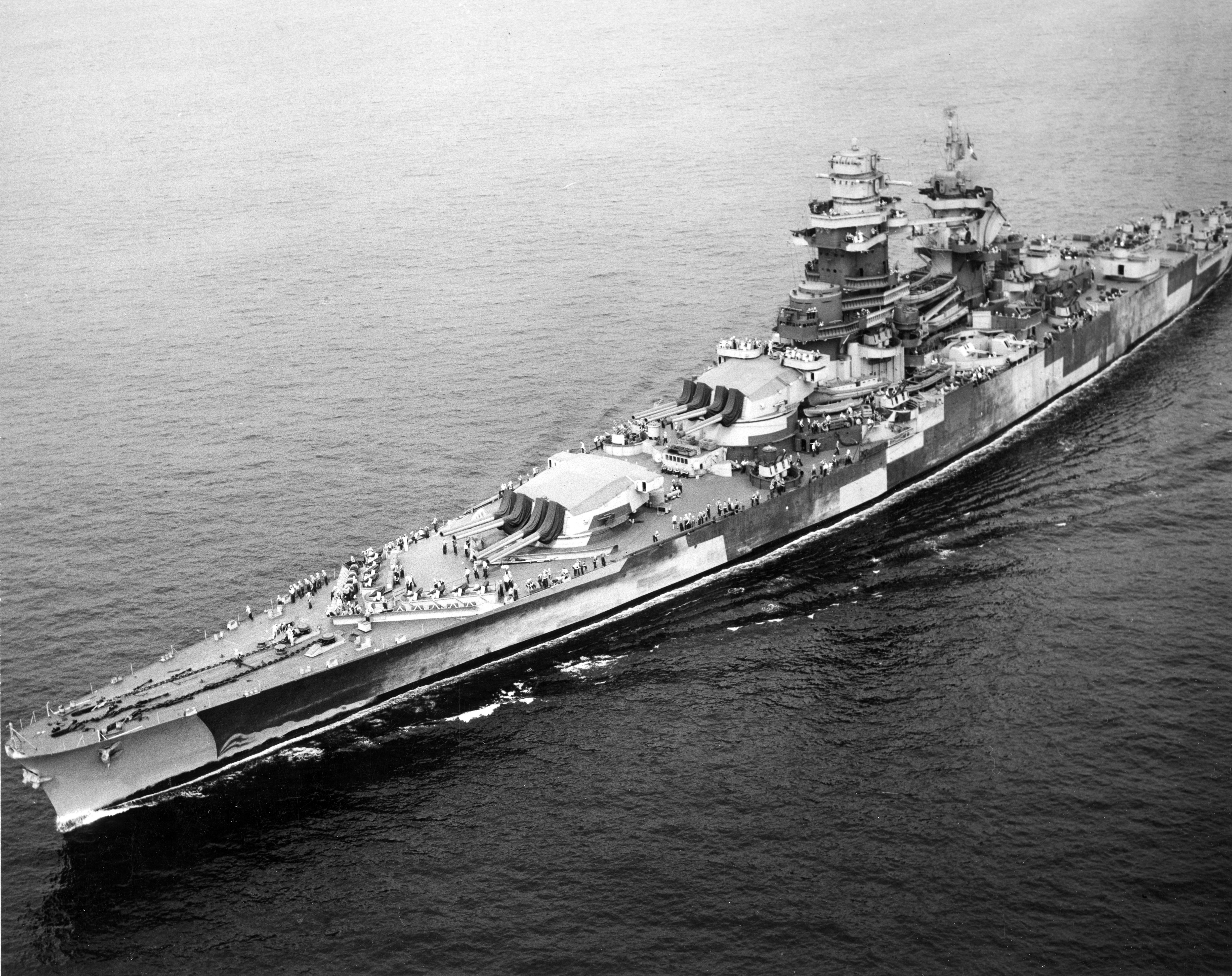
A Richelieu francia csatahajó 1943-ban.
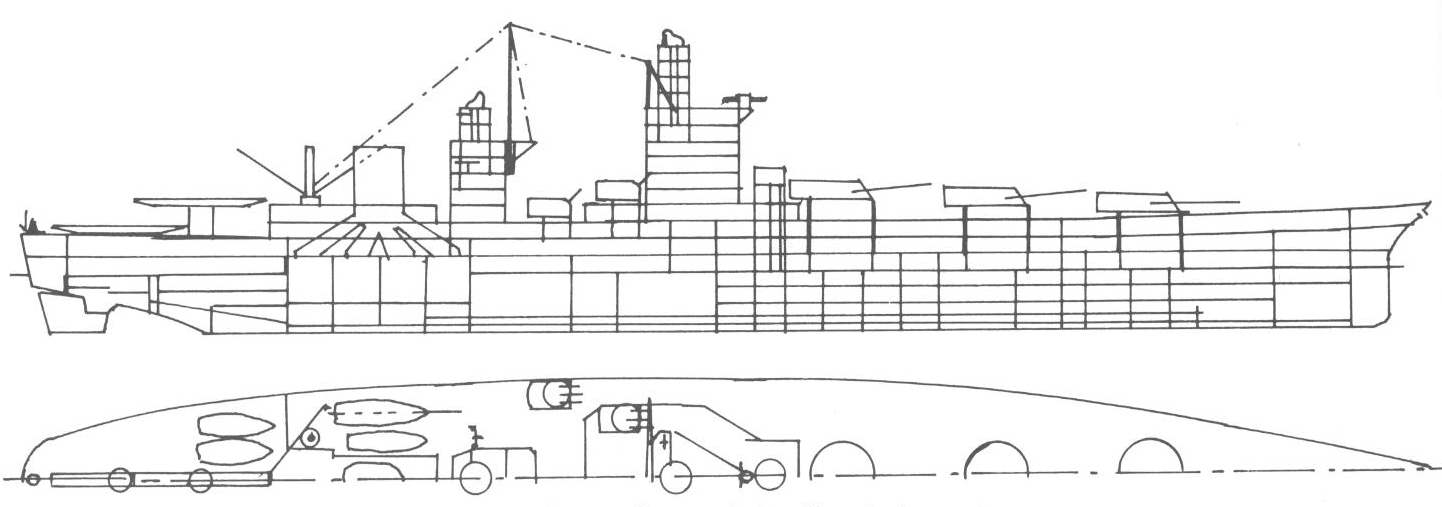
Scheme A - amerikai 32 500 tonnás, 9 db 356 mm L/50 ágyúval felszerelt gyors csatahajóterv 1934-1935-ből. Az elképzelést egyértelműen a Nelson osztály ihlette.

## Képgaléria

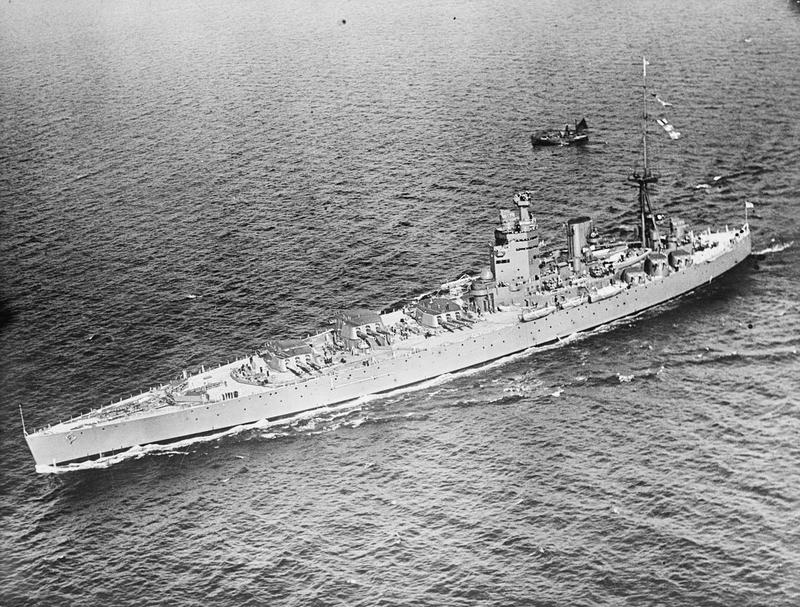
Az HMS Nelson brit csatahajó.
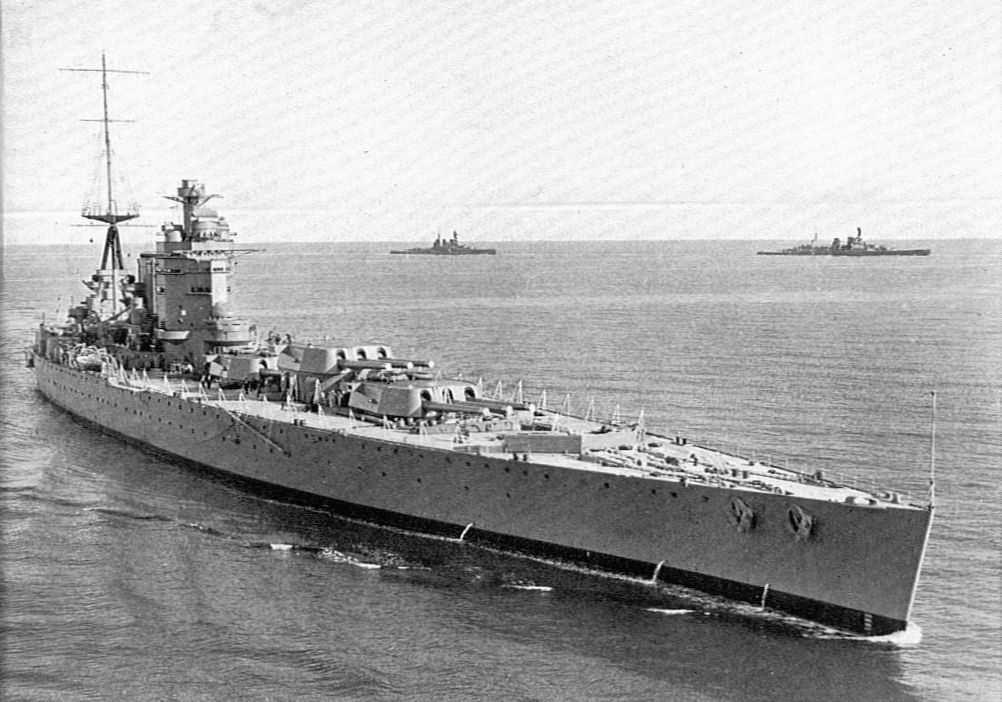
Az HMS Nelson csatahajó szolgálatának elején. A két háttérben látható csatacirkáló közül a bal oldali az 1931-ben leselejtezett HMS Tiger, a jobb oldali pedig egy Renown osztályú egység, az HMS Renown, vagy az HMS Repulse.
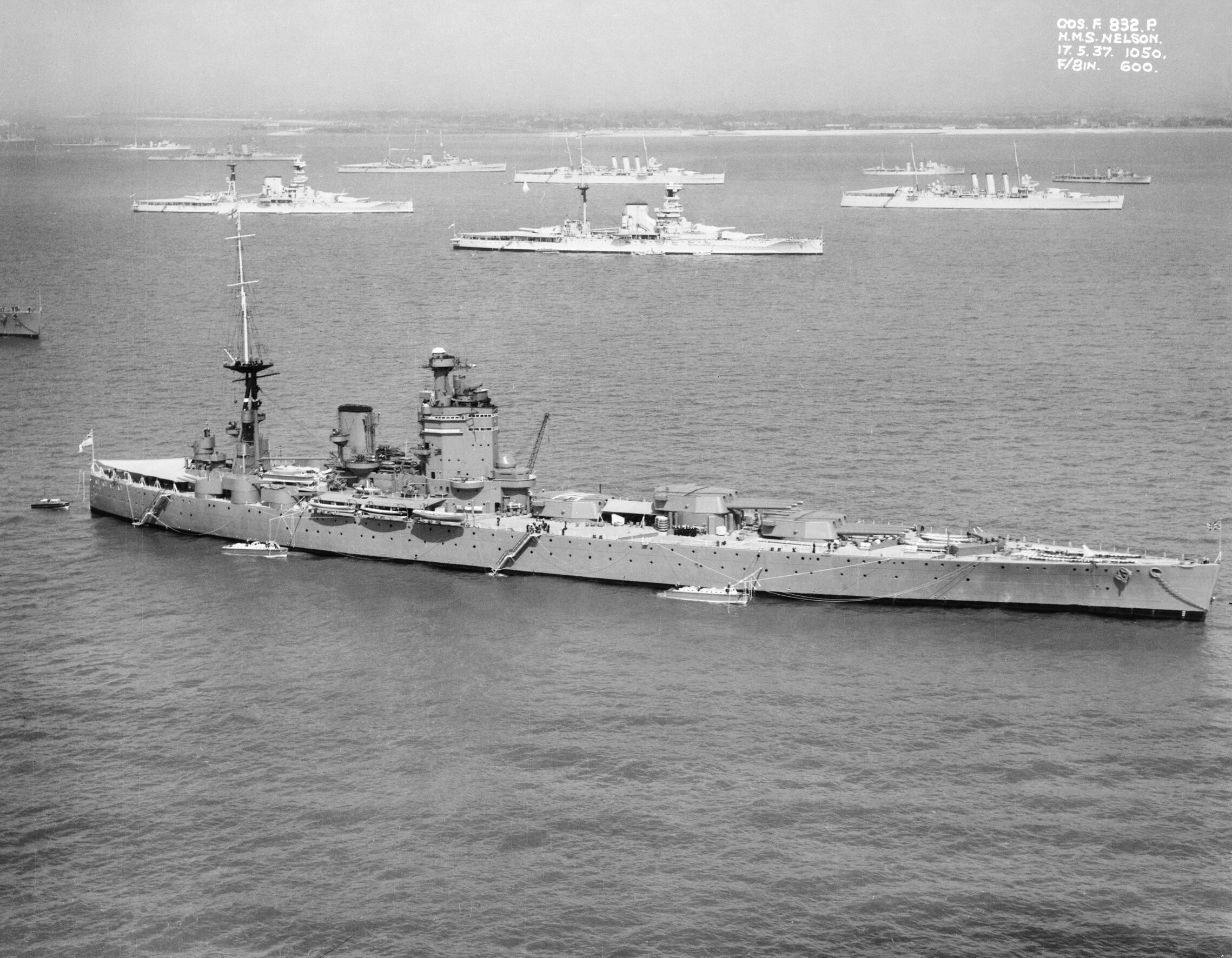
Az HMS Nelson csatahajó a Spithead-i flottaszemle alkalmával két Queen Elizabeth osztályú csatahajó, két County osztályú háromkéményes nehézcirkáló, valamint három könnyűcirkáló és torpedórombolók társaságában.
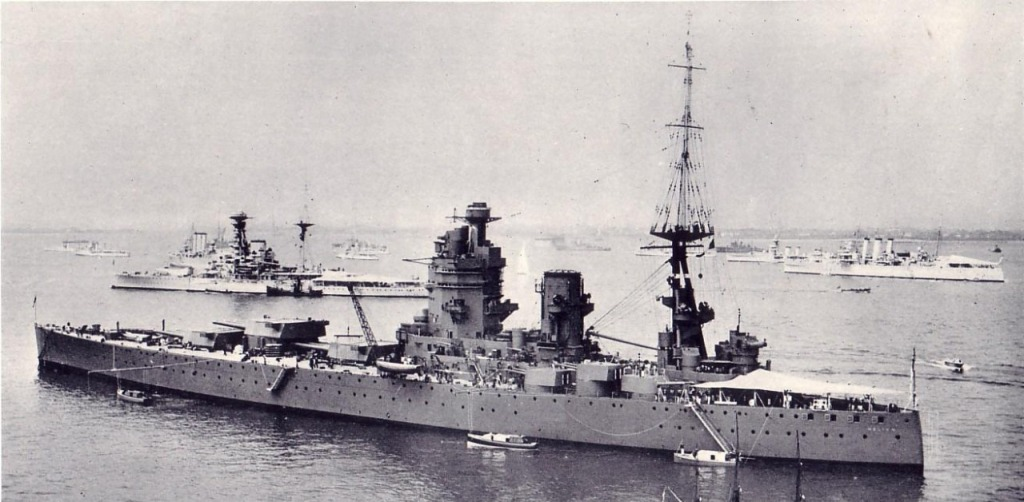
Az HMS Nelson brit csatahajó az 1930-as években. A képen egy Revenge osztályú csatahajó, kér County osztályú nehézcirkáló, egy könnyűcirkáló és rombolók társaságában látható.
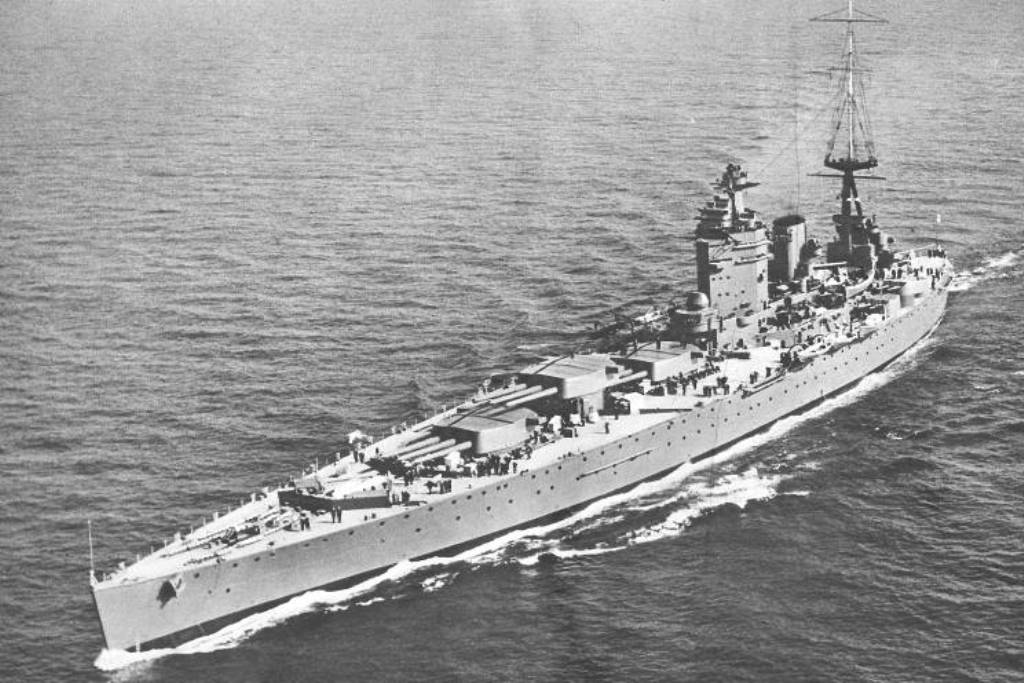
Az HMS Nelson brit csatahajó a második világháború előtt.
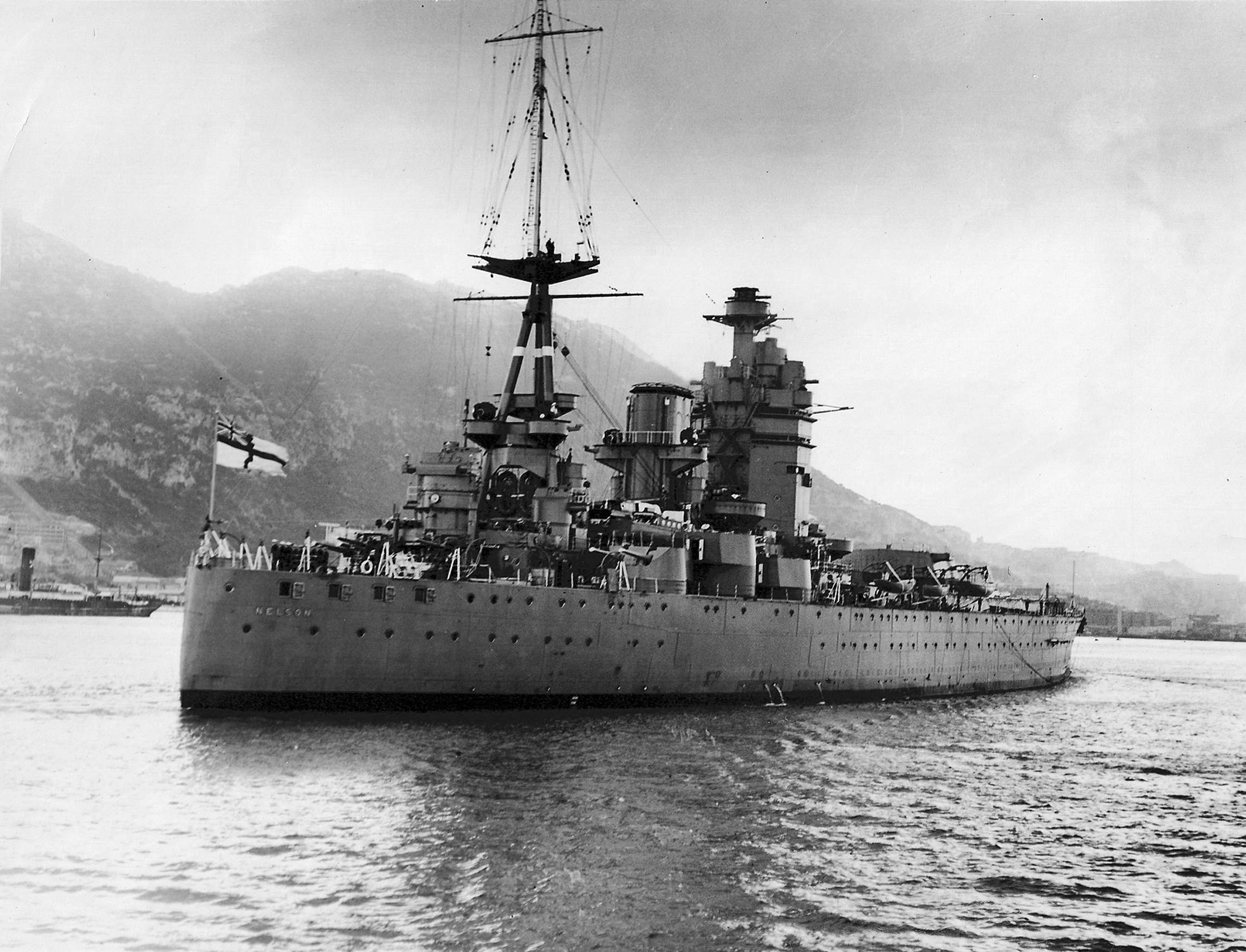
A brit HMS Nelson csatahajó a tat felől fényképezve.
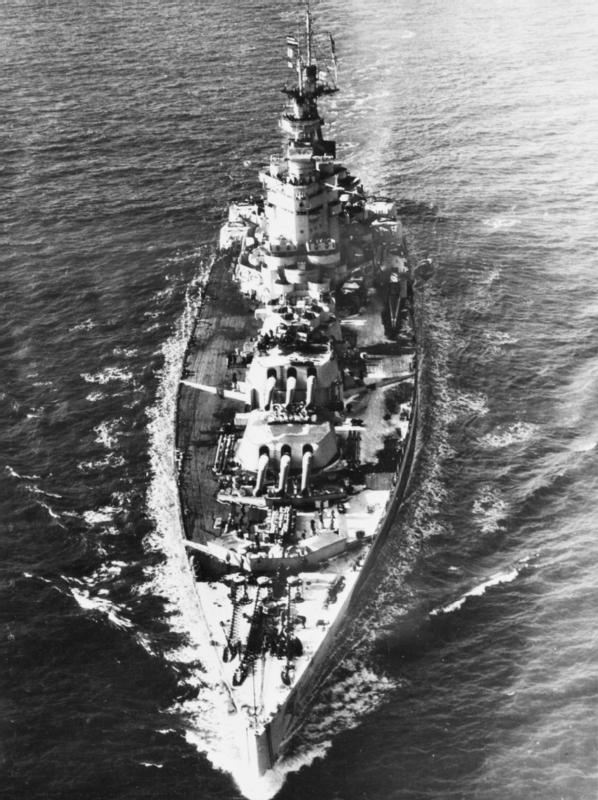
Az HMS Nelson brit csatahajó.
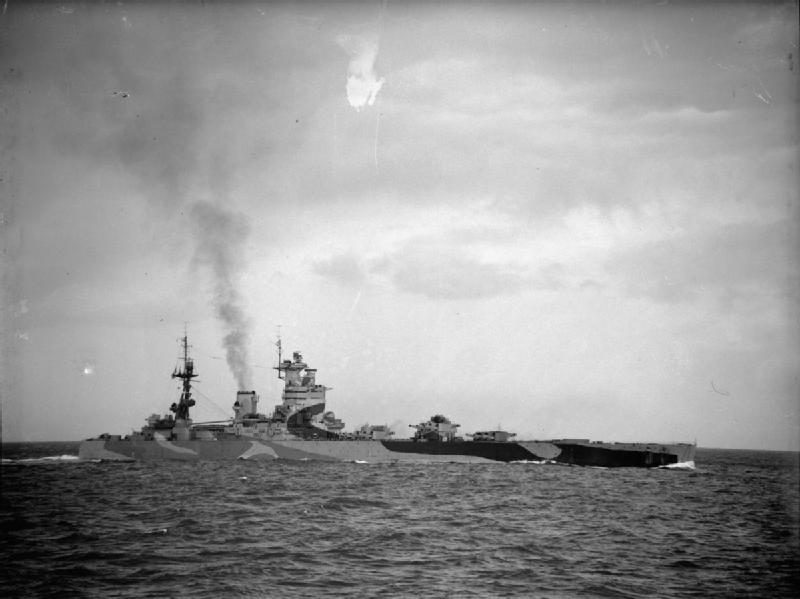
Az HMS Nelson brit csatahajó javítását követően, 1942. május 7-én.
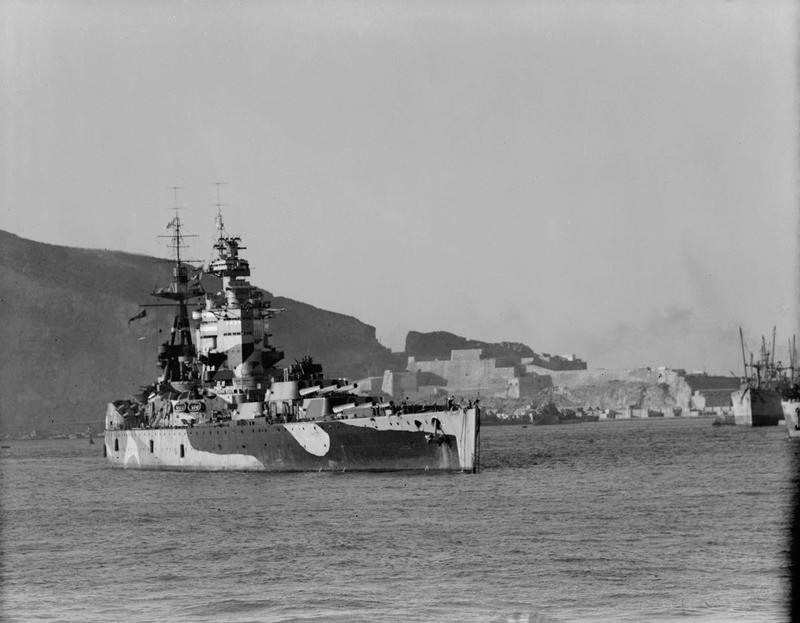
Az HMS Nelson brit csatahajó a Fáklya hadművelet során, 1942. november 20-án, Mers-el-Kebir kikötőjében.
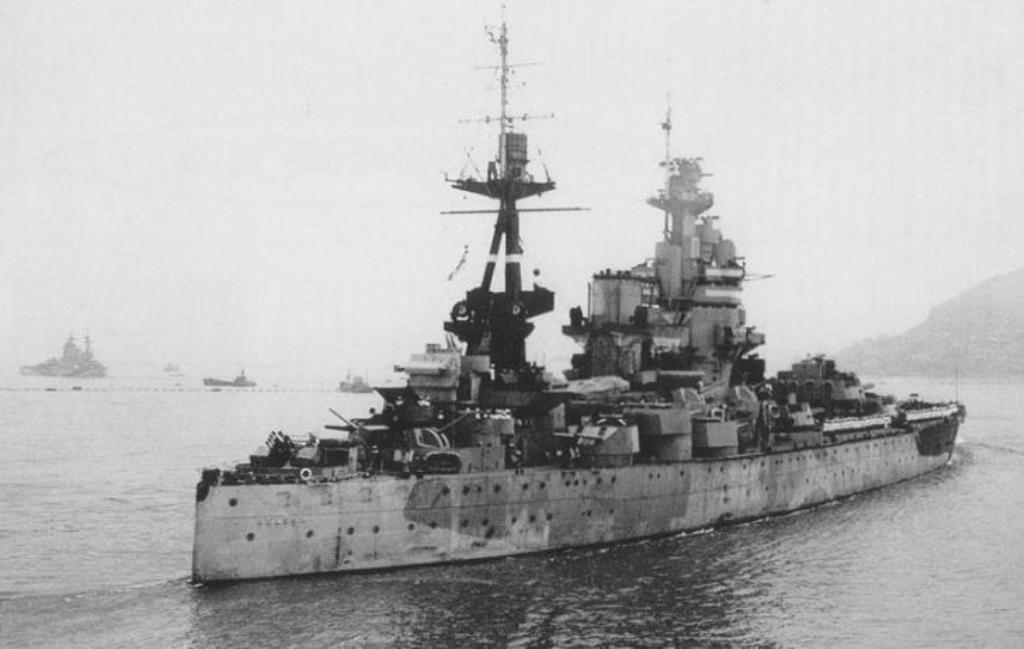
Az HMS Nelson brit csatahajó a második világháború során, a háttérben testvérhajója, az HMS Rodney látható.
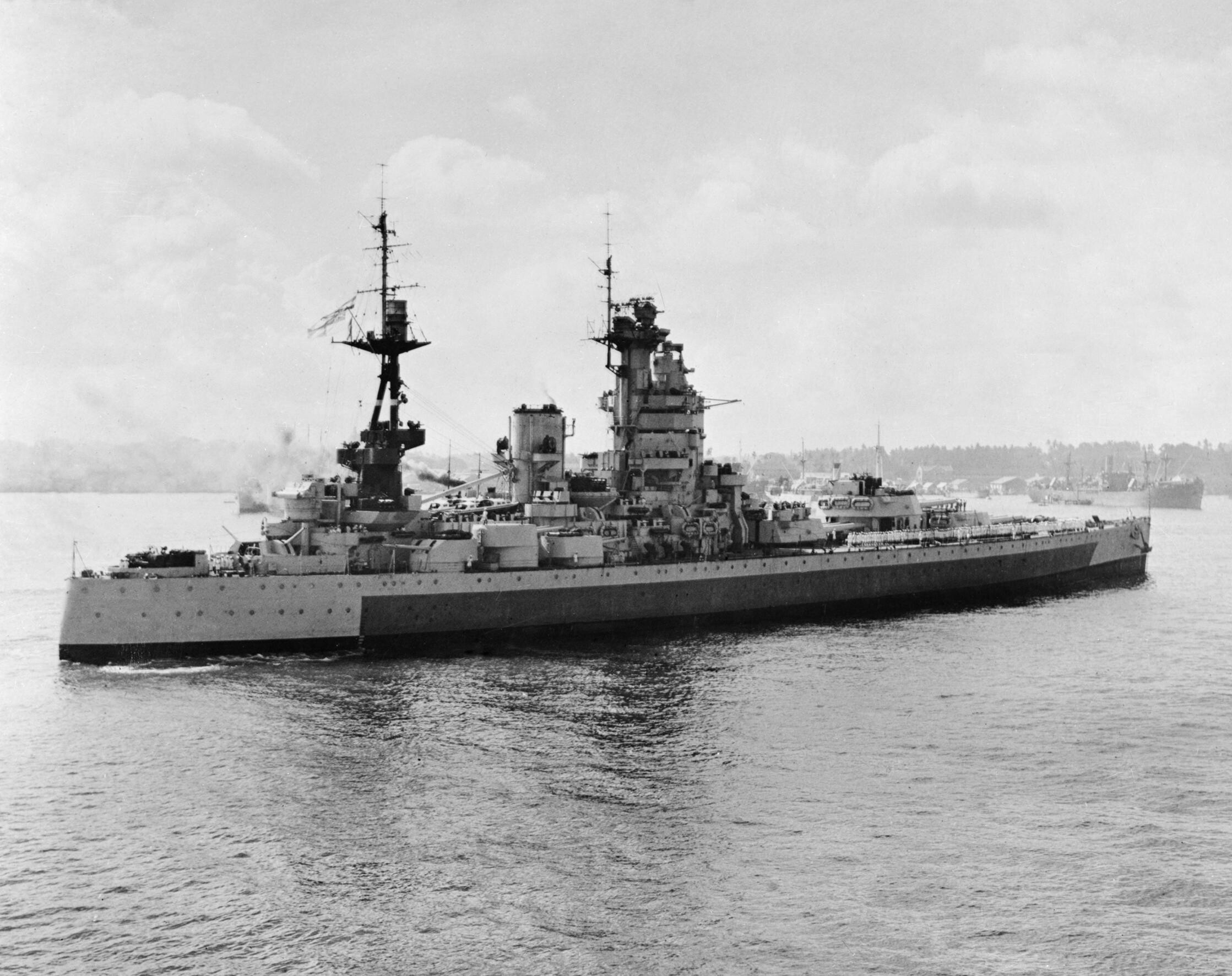
Az HMS Nelson brit csatahajó 1945-ben.
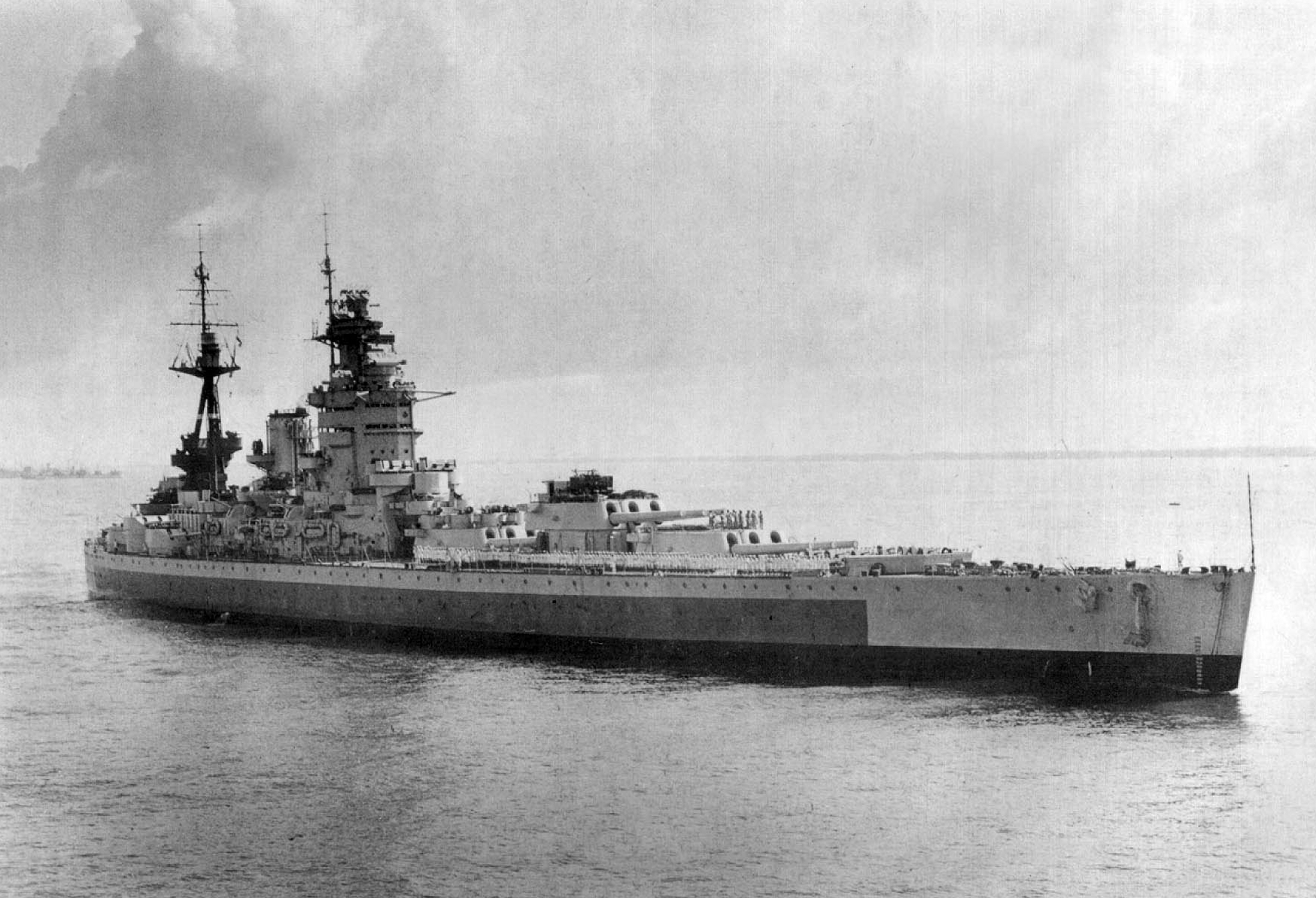
Az HMS Nelson brit csatahajó 1945-ben, a Távol-Keleten.
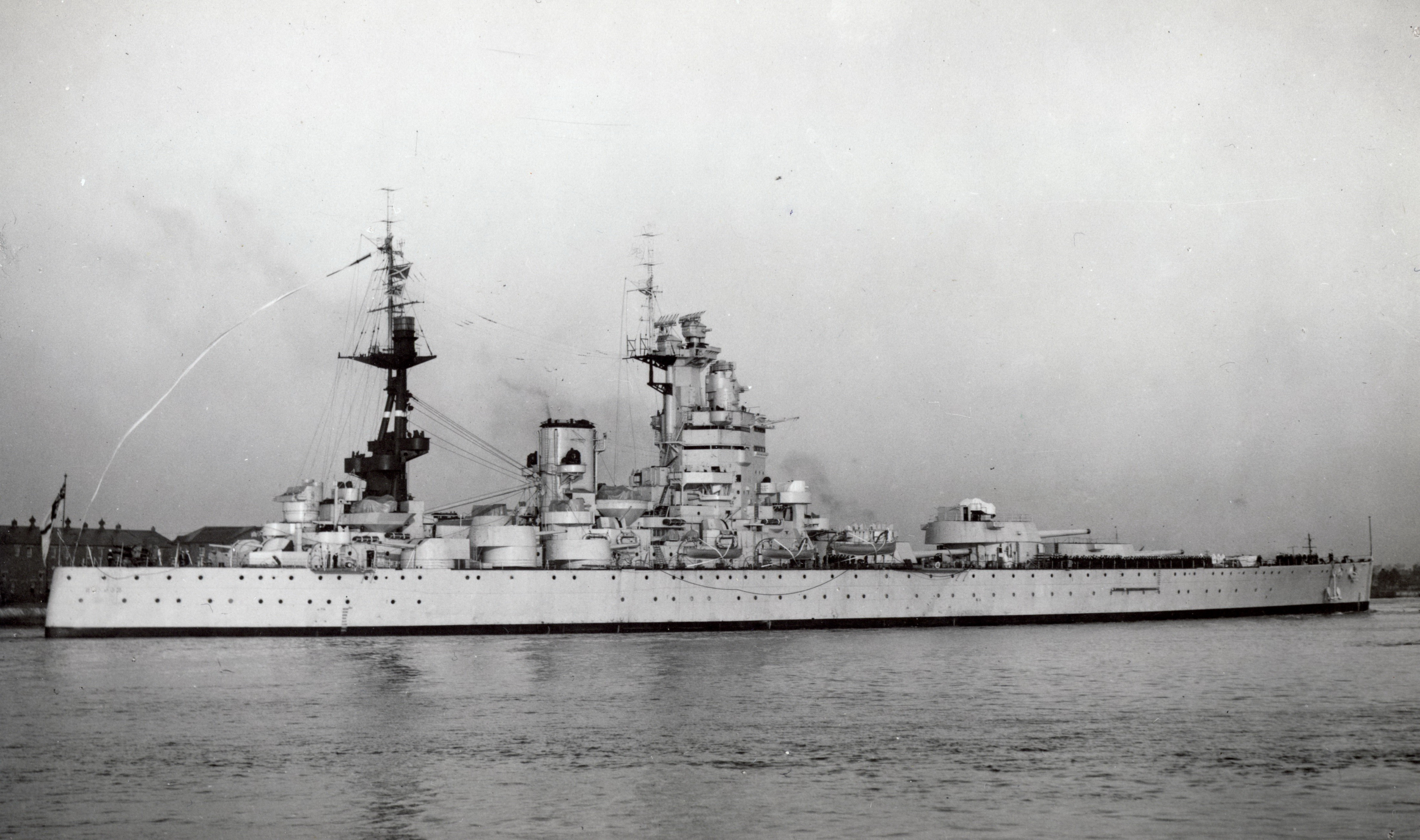
A brit HMS Nelson csatahajó a második világháborút követően.
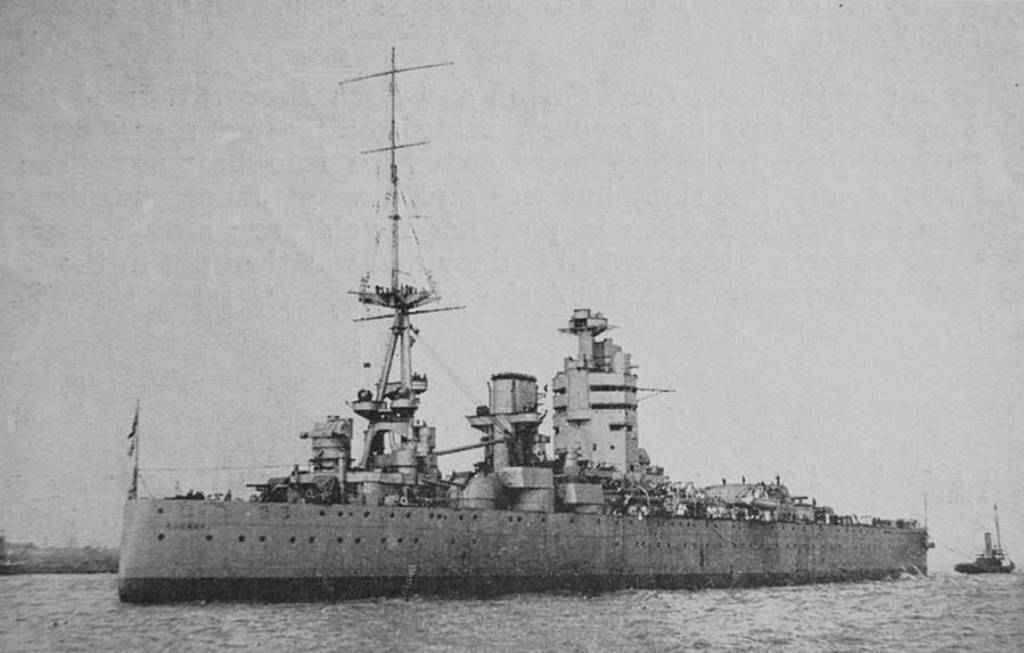
Az HMS Rodney brit csatahajó a háború előtt, a tat felől nézve.
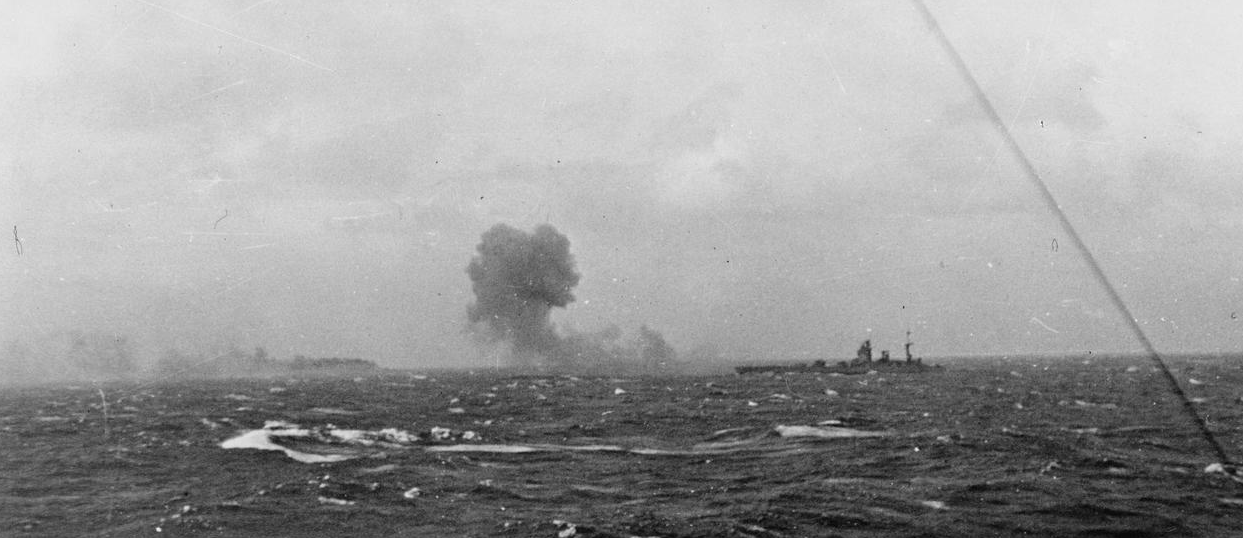
Az HMS Rodney brit csatahajó teljes oldalsortüzet ad le a lángokban álló német Bismarck csatahajóra 1941. május 27-én.
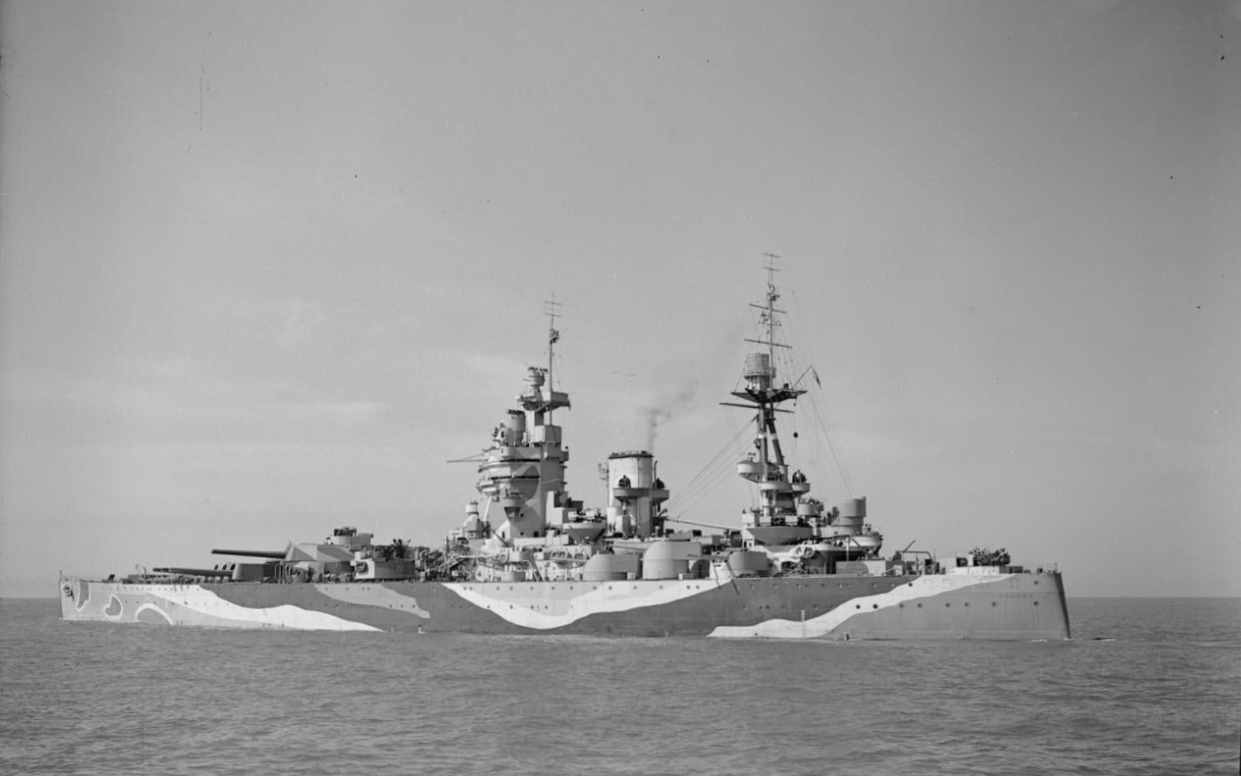
Az HMS Rodney brit csatahajó 1942. május 4-én Liverpool-i javítása után.
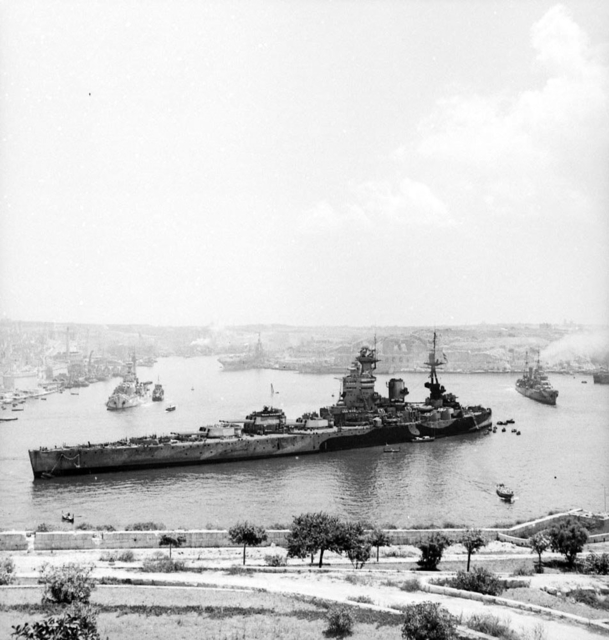
Az HMS Rodney brit csatahajó 1943 júliusában, Máltán.
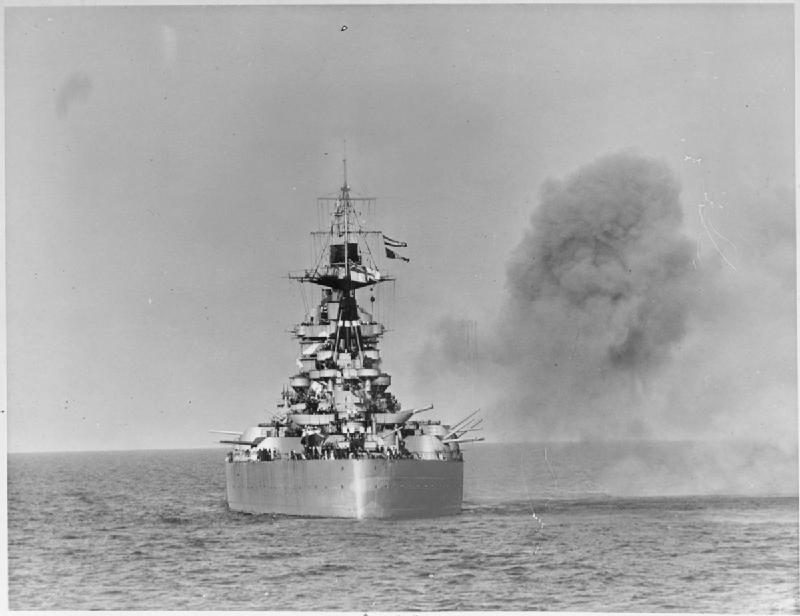
Az HMS Rodney brit csatahajó 1944. június 7-én a Caen tengerpartján létesített német állások ágyúzása közben.
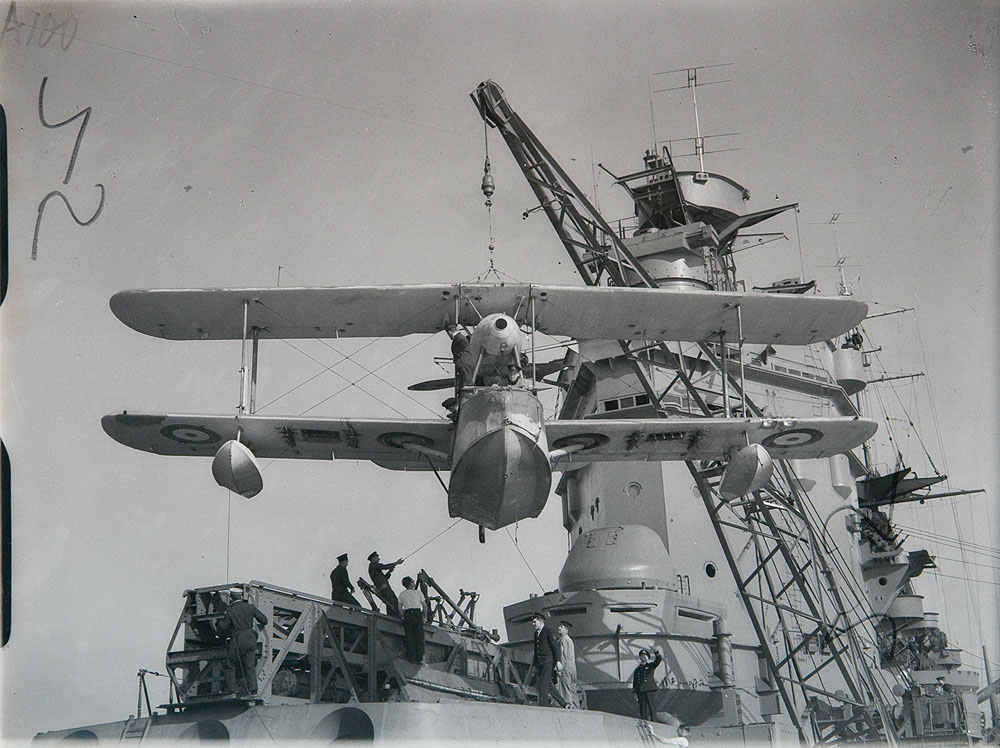
Supermarine Walrus típusú repülőcsónak indító katapultberendezésre helyezése az HMS Rodney brit csatahajón.